# PSV in het seizoen 2015/16 (mannen)
Het seizoen 2015/2016 was het 103e jaar in het bestaan van PSV. De Eindhovense voetbalclub nam in deze jaargang voor het 60e opeenvolgende jaar deel aan de Eredivisie en aan de toernooien om de KNVB beker en de Champions League. Ook speelde het op 2 augustus 2015 als landskampioen om de Johan Cruijff Schaal, tegen de winnaar van de KNVB beker van het voorgaande seizoen, FC Groningen.
PSV begon het seizoen met het winnen van de Johan Cruijff Schaal. De club haalde in de competitie vervolgens voor tweede jaar op rij meer dan tachtig punten (84). Daarmee was ze de eerste Nederlandse club die dit lukte sinds PSV dit zelf voor het laatst deed in de seizoenen 2004/05 en 2005/06. Net als toen werd PSV hiermee in 2015/16 voor het tweede jaar op rij landskampioen. De beslissing viel ditmaal op de laatste speeldag van het seizoen. De club begon aan speelronde 34 met evenveel punten als Ajax, maar met een doelsaldo dat zes doelpunten minder was. PSV won die dag vervolgens met 1-3 uit bij PEC Zwolle, terwijl Ajax uit bij De Graafschap met 1-1 gelijkspeelde.
PSV kwam in de Champions League tot de achtste finales. Ze was de eerste Nederlandse club die zo ver kwam sinds het PSV van het seizoen 2006/07, waarin coach Phillip Cocu zelf nog speelde. De latere verliezend finalist Atlético Madrid versperde de Eindhovenaren de weg naar de kwartfinale door na twee keer 0-0 de beslissende strafschoppenserie met 8-7 te winnen.

## Selectie
| Nr.           | Nat.                | Naam                 | Geb. dat. | Bij PSV       | Contract tot | Optie     | Vorige club              | Bedrag      | Positie         | Notitie                               |         |
| Keepers       | Keepers             | Keepers              | Keepers   | Keepers       | Keepers      | Keepers   | Keepers                  | Keepers     | Keepers         | Keepers                               | Keepers |
| ------------- | ------------------- | -------------------- | --------- | ------------- | ------------ | --------- | ------------------------ | ----------- | --------------- | ------------------------------------- | ------- |
| 1             | Vlag van Nederland  | Jeroen Zoet          | 06-01-'91 | mei 2012      | juli 2019    | -         | RKC Waalwijk             | -           | K               | Eigen jeugd; Nederlands international |         |
| 21            | Vlag van Nederland  | Luuk Koopmans        | 18-11-'93 | juli 2015     | juli 2018    | -         | FC Oss                   | € 100.000   | K               |                                       |         |
| 22            | Vlag van Nederland  | Remko Pasveer        | 08-11-'83 | juli 2014     | juli 2017    | -         | Heracles Almelo          | -           | K               |                                       |         |
| Verdedigers   |                     |                      |           |               |              |           |                          |             |                 |                                       |         |
| 2             | Vlag van Frankrijk  | Nicolas Isimat-Mirin | 15-12-'91 | sep. 2014     | juli 2019    | -         | AS Monaco                | € 2.500.000 | CV              |                                       |         |
| 3             | Vlag van Mexico     | Héctor Moreno        | 17-01-'88 | aug. 2015     | juli 2019    | -         | RCD Espanyol             | € 3.500.000 | CV              | Mexicaans international               |         |
| 4             | Vlag van Colombia   | Santiago Arias       | 13-01-'92 | juli 2013     | juli 2019    | -         | Sporting CP              | € 800.000   | RV              | Colombiaans international.            |         |
| 5             | Vlag van Nederland  | Jeffrey Bruma        | 13-11-'91 | juli 2013     | juli 2017    | -         | Chelsea                  | € 3.000.000 | CV, RV          | Nederlands international              |         |
| 14            | Vlag van Denemarken | Simon Poulsen        | 07-10-'84 | juli 2015     | juli 2017    | -         | AZ                       | -           | LV              | Deens international                   |         |
| 15            | Vlag van Nederland  | Jetro Willems        | 30-03-'94 | aug. 2011     | juli 2017    | -         | Sparta Rotterdam         | € 800.000   | LV              | Nederlands international              |         |
| 20            | Vlag van Nederland  | Joshua Brenet        | 20-03-'94 | maart 2012    | juli 2017    | juli 2018 | Eigen jeugd              | -           | RV              | Eigen jeugd; Nederlands U19           |         |
| 25            | Vlag van Nederland  | Menno Koch           | 02-07-'94 | 2006          | juli 2018    | -         | Eigen jeugd              | -           | CV              | Eigen jeugd; Nederlands U21           |         |
| 29            | Vlag van Nederland  | Jorrit Hendrix       | 06-02-'95 | juli 2013     | juli 2020    | -         | Eigen jeugd              | -           | CV, LV, VM      | Eigen jeugd                           |         |
| 30            | Vlag van Nederland  | Jordy de Wijs        | 08-01-'95 | jan. 2014     | juli 2019    | -         | Eigen jeugd              | -           | CV, LV          | Eigen jeugd                           |         |
| Middenvelders |                     |                      |           |               |              |           |                          |             |                 |                                       |         |
| 6             | Vlag van Nederland  | Davy Pröpper         | 02-09-'91 | juli 2015     | juli 2019    | -         | SBV Vitesse              | € 4.500.000 | CM, VM          | Nederlands international              |         |
| 7             | Vlag van Uruguay    | Gastón Pereiro       | 11-06-'95 | juli 2015     | juli 2020    | -         | Club Nacional            | € 5.000.000 | CAM, RA         |                                       |         |
| 8             | Vlag van Nederland  | Stijn Schaars        | 11-01-'84 | juli 2013     | juli 2016    | -         | Sporting CP              | € 800.000   | CM, VM, LV      | Nederlands international              |         |
| 10            | Vlag van Nederland  | Adam Maher           | 20-07-'93 | juli 2013     | juli 2018    | -         | AZ                       | € 6.500.000 | CM, AM          | Nederlands international              |         |
| 18            | Vlag van Mexico     | Andrés Guardado      | 28-09-'86 | aug. 2014     | juli 2018    | -         | Valencia CF              | € 2.800.000 | LM, CM, LA, LV  | Mexicaans international               |         |
| 23            | Vlag van Nederland  | Rai Vloet            | 08-05-'95 | juli 2012     | juli 2018    | -         | Eigen jeugd              | -           | CM, CAM, CA, SP | Eigen jeugd                           |         |
| 26            | Vlag van Nederland  | Clint Leemans        | 15-09-'95 | juli 2013     | juli 2016    | -         | Eigen jeugd              | -           | CM, VM, LM      | Eigen jeugd                           |         |
| 28            | Vlag van Nederland  | Marco van Ginkel     | 01-12-'92 | februari 2016 | juli 2016    | -         | Stoke City FC            | -           | CM              | Huur                                  |         |
| 32            | Vlag van Nederland  | Kenneth Paal         | 24-06-'97 | jan 2010      | juli 2020    | -         | Eigen jeugd              | -           | LM, VM, CM, AM  | Eigen jeugd                           |         |
| Aanvallers    |                     |                      |           |               |              |           |                          |             |                 |                                       |         |
| 9             | Vlag van Nederland  | Luuk de Jong         | 27-08-'90 | juli 2014     | juli 2019    | -         | Borussia Mönchengladbach | € 5.500.000 | SP, AM          | Nederlands international              |         |
| 11            | Vlag van Nederland  | Luciano Narsingh     | 13-09-'90 | juli 2012     | juli 2017    | -         | sc Heerenveen            | € 4.100.000 | RA, LA          | Nederlands international              |         |
| 16            | Vlag van België     | Maxime Lestienne     | 17-06-'92 | juli 2015     | juli 2016    |           | Al-Arabi                 | -           | LA              | Huur + optie tot koop                 |         |
| 17            | Vlag van Nederland  | Florian Jozefzoon    | 09-02-'91 | juli 2013     | juli 2017    | -         | RKC Waalwijk             | € 400.000   | RA, LA, SP      | Nederlands U21                        |         |
| 19            | Vlag van Nederland  | Jürgen Locadia       | 07-11-'93 | juli 2010     | juli 2019    | -         | Eigen jeugd              | -           | SP, RA          | Eigen jeugd                           |         |
| 27            | Vlag van Nederland  | Steven Bergwijn      | 08-10-'97 | juli 2011     | juli 2020    | -         | Eigen jeugd              | -           | LA              | Eigen jeugd                           |         |

## Staf eerste elftal 2015/16

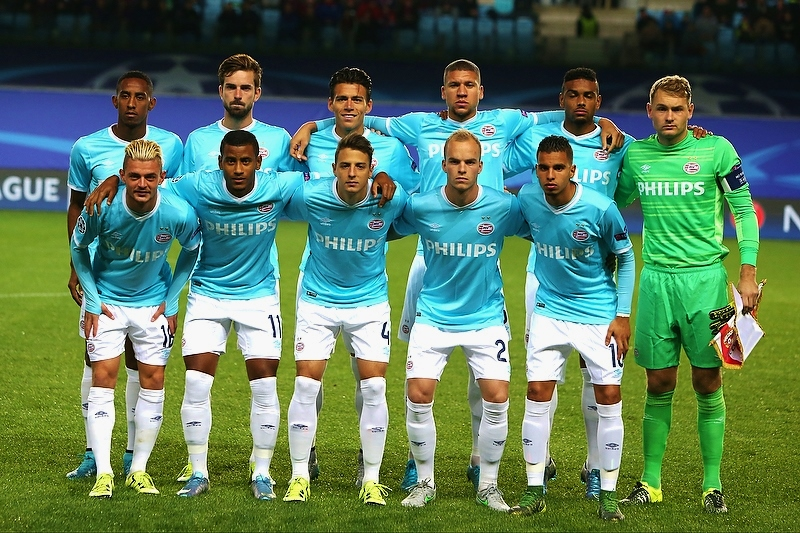
PSV voorafgaand aan de Champions League-wedstrijd uit bij CSKA Moskou (3-2) op 30 september 2015.
Achterste rij v.l.n.r.: Brenet, Pröpper, Moreno, Bruma, Locadia en Zoet. Voorste rij: Lestienne, Narsingh, Arias, Hendrix en Maher.

Overzicht trainersstaf
|                    | Naam                  | Functie            | Contract tot |
| ------------------ | --------------------- | ------------------ | ------------ |
| Vlag van Nederland | Phillip Cocu          | Hoofdtrainer/Coach | 30 juni 2019 |
| Vlag van Nederland | Ruud Brood            | Assistent-trainer  | 30 juni 2017 |
| Vlag van Nederland | Chris van der Weerden | Assistent-trainer  | 30 juni 2016 |
| Vlag van Nederland | Ruud Hesp             | Keeperstrainer     | 30 juni 2017 |

Overige staf
|                    | Naam                | Functie              |
| ------------------ | ------------------- | -------------------- |
| Vlag van Nederland | Mark van den Heuvel | Teammanager          |
| Vlag van Nederland | Egid Kiesouw        | Fysieke Trainer      |
| Vlag van Nederland | Luc van Agt         | Inspanningsfysioloog |
| Vlag van Nederland | Cees van der Linden | Fysiotherapeut       |
| Vlag van Nederland | Eddy Pepels         | Fysiotherapeut       |
| Vlag van Nederland | Tjaarda Weber       | Hoofd Medische Staf  |
| Vlag van Nederland | Art Langeler        | Hoofd Jeugdafdeling  |
| Vlag van Nederland | Jan Formannoy       | Materiaalman         |

## Transfers 2015/16
Voor recente transfers bekijk: Lijst van Eredivisie transfers zomer 2015/16
Aangetrokken
|                     | Naam                  | Positie      | Oude Club     | Land      | Per              | Transfersom  |
|                     | Transfers             | Transfers    | Transfers     | Transfers | Transfers        | Transfers    |
| ------------------- | --------------------- | ------------ | ------------- | --------- | ---------------- | ------------ |
| Vlag van Mexico     | Andrés Guardado*      | Middenvelder | Valencia CF   | Spanje    | 1 juli 2015      | € 2.800.000  |
| Vlag van Frankrijk  | Nicolas Isimat-Mirin* | Verdediger   | AS Monaco     | Frankrijk | 1 juli 2015      | € 2.500.000  |
| Vlag van Nederland  | Luuk Koopmans         | Keeper       | FC Oss        | Nederland | 1 juli 2015      | € 100.000    |
| Vlag van Mexico     | Héctor Moreno         | Verdediger   | RCD Espanyol  | Spanje    | 15 augustus 2015 | € 3.500.000  |
| Vlag van Uruguay    | Gastón Pereiro        | Middenvelder | Club Nacional | Uruguay   | 15 juli 2015     | € 5.000.000  |
| Vlag van Denemarken | Simon Poulsen         | Verdediger   | AZ            | Nederland | 1 juli 2015      | Transfervrij |
| Vlag van Nederland  | Davy Pröpper          | Middenvelder | SBV Vitesse   | Nederland | 13 juli 2015     | € 4.500.000  |
|                     | Gehuurd               |              |               |           |                  |              |
| Vlag van België     | Maxime Lestienne      | Aanvaller    | Al Arabi      | Qatar     | 12 juli 2015     | -            |
| Vlag van Nederland  | Marco van Ginkel      | Middenvelder | Stoke City FC | Engeland  | 1 februari 2016  | -            |
|                     | Terug van verhuur     |              |               |           |                  |              |
| Vlag van Nederland  | Menno Koch            | Verdediger   | NAC Breda     | Nederland | 1 juli 2015      | -            |

Spelers met een * werden al gehuurd in het seizoen 2014/15
Vertrokken
|                     | Naam                | Positie      | Nieuwe Club         | Land      | Per              | Transfersom  |
|                     | Transfers           | Transfers    | Transfers           | Transfers | Transfers        | Transfers    |
| ------------------- | ------------------- | ------------ | ------------------- | --------- | ---------------- | ------------ |
| Vlag van Nederland  | Memphis Depay       | Aanvaller    | Manchester United   | Engeland  | 1 juli 2015      | € 30.000.000 |
| Vlag van Polen      | Przemysław Tytoń    | Keeper       | VfB Stuttgart       | Duitsland | 1 juli 2015      | € 1.000.000  |
| Vlag van Nederland  | Georginio Wijnaldum | Middenvelder | Newcastle United    | Engeland  | 11 juli 2015     | € 20.000.000 |
| Vlag van Zweden     | Oscar Hiljemark     | Middenvelder | US Palermo          | Italië    | 13 juli 2015     | € 2.500.000  |
|                     | Was Gehuurd         |              |                     |           |                  |              |
| Vlag van Nederland  | Karim Rekik         | Verdediger   | Olympique Marseille | Frankrijk | 1 juli 2015      | n.v.t.       |
|                     | Verhuurd            |              |                     |           |                  |              |
| Vlag van Oostenrijk | Marcel Ritzmaier    | Middenvelder | NEC                 | Nederland | 24 augustus 2015 | n.v.t.       |
|                     | Transfervrij        |              |                     |           |                  |              |
| Vlag van Nederland  | Nigel Bertrams      | Keeper       | Willem II           | Nederland | 29 juli 2015     | n.v.t.       |
| Vlag van Nederland  | Abel Tamata         | Verdediger   | FC Groningen        | Nederland | 1 juli 2015      | n.v.t.       |
| Vlag van Nederland  | Danny Wintjens      | Keeper       | N.N.B.              | N.N.B.    | 1 juli 2015      | n.v.t.       |

## Voorbereiding
| 5 juli 2015, 14u30                         | SV DOSKO | 0 – 6 (0 – 4) | PSV                                                                     | Opstelling SV DOSKO | Opstelling PSV |
| Stadion: Sportpark Meilust, Bergen op Zoom |          |               | 13' Vloet 17' Locadia 22' Laursen 36' Bergwijn 48' Boljević 60' Luković |                     | Zoet (Pasveer '46), Isimat-Mirin (De Wijs '46), Maher (Lundqvist '46), Schaars (Leemans '46), Bergwijn (Boljević '46), Laursen (Bergwijn '77), Brenet (Rommens '68), Ritzmaier (Heesakkers '46), Vloet (Luković '46), Locadia (Vloet '77), Hendrix (Alberto '46) |
| Stadion: Sportpark Meilust, Bergen op Zoom |          |               |                                                                         |                     | Zoet (Pasveer '46), Isimat-Mirin (De Wijs '46), Maher (Lundqvist '46), Schaars (Leemans '46), Bergwijn (Boljević '46), Laursen (Bergwijn '77), Brenet (Rommens '68), Ritzmaier (Heesakkers '46), Vloet (Luković '46), Locadia (Vloet '77), Hendrix (Alberto '46) |
| Stadion: Sportpark Meilust, Bergen op Zoom |          |               |                                                                         |                     | Zoet (Pasveer '46), Isimat-Mirin (De Wijs '46), Maher (Lundqvist '46), Schaars (Leemans '46), Bergwijn (Boljević '46), Laursen (Bergwijn '77), Brenet (Rommens '68), Ritzmaier (Heesakkers '46), Vloet (Luković '46), Locadia (Vloet '77), Hendrix (Alberto '46) |
|                                            |          |               |                                                                         |                     | |

| 11 juli 2015, 17u00                                                                           | FC Basel                                | 3 – 2 (2 – 1) | PSV                       | Opstelling FC Basel | Opstelling PSV |  |
| Stadion: Stade FC Solothurn, Solothurn, Zwitserland Toeschouwers: 1.950 Sr.: Adrien Jaccottet | Gashi (pen.) 10' Embolo 45' Callà 90+3' |               | 37' Bergwijn 81' Narsingh | Vaclík, Lang (Akanji '87), Zuffi, Gashi (Callà '79), Kakitani, Suchý, Safari (Traoré '82), Høegh, Elneny, Xhaka (Huser '74), Embolo (Ajeti '79) | Zoet, Brenet, Isimat-Mirin, Hendrix, Ritzmaier (De Wijs '46), Vloet, Schaars (Leemans '74), Maher (Alberto '46), Laursen (Narsingh '74), Locadia, Bergwijn (Poulsen '74) |  |
| Stadion: Stade FC Solothurn, Solothurn, Zwitserland Toeschouwers: 1.950 Sr.: Adrien Jaccottet |                                         |               |                           | Vaclík, Lang (Akanji '87), Zuffi, Gashi (Callà '79), Kakitani, Suchý, Safari (Traoré '82), Høegh, Elneny, Xhaka (Huser '74), Embolo (Ajeti '79) | Zoet, Brenet, Isimat-Mirin, Hendrix, Ritzmaier (De Wijs '46), Vloet, Schaars (Leemans '74), Maher (Alberto '46), Laursen (Narsingh '74), Locadia, Bergwijn (Poulsen '74) |  |
| Stadion: Stade FC Solothurn, Solothurn, Zwitserland Toeschouwers: 1.950 Sr.: Adrien Jaccottet |                                         |               |                           | Vaclík, Lang (Akanji '87), Zuffi, Gashi (Callà '79), Kakitani, Suchý, Safari (Traoré '82), Høegh, Elneny, Xhaka (Huser '74), Embolo (Ajeti '79) | Zoet, Brenet, Isimat-Mirin, Hendrix, Ritzmaier (De Wijs '46), Vloet, Schaars (Leemans '74), Maher (Alberto '46), Laursen (Narsingh '74), Locadia, Bergwijn (Poulsen '74) |  |
|                                                                                               |                                         |               |                           | | |  |

| 15 juli 2015, 19u30                                                           | Olympique Lyon | 0 – 2 (0 – 0) | PSV                    | Opstelling Olympique Lyon | Opstelling PSV |  |
| Stadion: Stade Jacques Forestier, Aix-les-Bains, Frankrijk Sr.: Wilfried Bien |                |               | 76' (pen.) 88' Locadia | Gorgelin, Zeffane (Moufi '46), Corentin Tolisso (Labidi '46), Umtiti (Rose '46), Jenssen, Fofana, Ferri (D'Arpino '46), Malbranque (Mvuemba '46), Ghezzal (Kalulu '46), Beauvue (Pagliuca '46), Benzia (Paye '46) | Pasveer, Brenet (Alberto '46), Isimat-Mirin, Bruma, De Wijs, Ritzmaier (Schaars '46), Hendrix (Vloet '46), Maher (Leemans '84), Narsingh (Laursen '67), De Jong (Locadia '46), Bergwijn (Lundqvist '80) |  |
| Stadion: Stade Jacques Forestier, Aix-les-Bains, Frankrijk Sr.: Wilfried Bien |                |               |                        | Gorgelin, Zeffane (Moufi '46), Corentin Tolisso (Labidi '46), Umtiti (Rose '46), Jenssen, Fofana, Ferri (D'Arpino '46), Malbranque (Mvuemba '46), Ghezzal (Kalulu '46), Beauvue (Pagliuca '46), Benzia (Paye '46) | Pasveer, Brenet (Alberto '46), Isimat-Mirin, Bruma, De Wijs, Ritzmaier (Schaars '46), Hendrix (Vloet '46), Maher (Leemans '84), Narsingh (Laursen '67), De Jong (Locadia '46), Bergwijn (Lundqvist '80) |  |
| Stadion: Stade Jacques Forestier, Aix-les-Bains, Frankrijk Sr.: Wilfried Bien |                |               |                        | Gorgelin, Zeffane (Moufi '46), Corentin Tolisso (Labidi '46), Umtiti (Rose '46), Jenssen, Fofana, Ferri (D'Arpino '46), Malbranque (Mvuemba '46), Ghezzal (Kalulu '46), Beauvue (Pagliuca '46), Benzia (Paye '46) | Pasveer, Brenet (Alberto '46), Isimat-Mirin, Bruma, De Wijs, Ritzmaier (Schaars '46), Hendrix (Vloet '46), Maher (Leemans '84), Narsingh (Laursen '67), De Jong (Locadia '46), Bergwijn (Lundqvist '80) |  |
|                                                                               |                |               |                        | | |  |

| 17 juli 2015, 19u00                          | AS Monaco                                        | 3 – 1 (1 – 0) | PSV         | Opstelling AS Monaco | Opstelling PSV |  |
| Stadion: Stadio E. Brunod, Châtillon, Italië | Cavaleiro 15' (pen.) El Shaarawy 85' Martial 86' |               | 84' Locadia | Subašić, Fabinho, Kurzawa (Elderson '75), Carvalho, Raggi (Wallace '63), Moutinho, Pašalić (Traoré '75), Toulalan, Dirar (Lemar '46), Carrillo (Martial '46), Cavaleiro (El Shaarawy '63) | Zoet, Brenet, Isimat-Mirin, Bruma (Alberto '73), De Wijs, Vloet (Pröpper '62), Hendrix (Schaars '46), Maher, Narsingh (Pereiro '80), De Jong (Lestienne '73), Locadia |  |
| Stadion: Stadio E. Brunod, Châtillon, Italië |                                                  |               |             | Subašić, Fabinho, Kurzawa (Elderson '75), Carvalho, Raggi (Wallace '63), Moutinho, Pašalić (Traoré '75), Toulalan, Dirar (Lemar '46), Carrillo (Martial '46), Cavaleiro (El Shaarawy '63) | Zoet, Brenet, Isimat-Mirin, Bruma (Alberto '73), De Wijs, Vloet (Pröpper '62), Hendrix (Schaars '46), Maher, Narsingh (Pereiro '80), De Jong (Lestienne '73), Locadia |  |
| Stadion: Stadio E. Brunod, Châtillon, Italië |                                                  |               |             | Subašić, Fabinho, Kurzawa (Elderson '75), Carvalho, Raggi (Wallace '63), Moutinho, Pašalić (Traoré '75), Toulalan, Dirar (Lemar '46), Carrillo (Martial '46), Cavaleiro (El Shaarawy '63) | Zoet, Brenet, Isimat-Mirin, Bruma (Alberto '73), De Wijs, Vloet (Pröpper '62), Hendrix (Schaars '46), Maher, Narsingh (Pereiro '80), De Jong (Lestienne '73), Locadia |  |
|                                              |                                                  |               |             | | |  |

| 21 juli 2015, 19u00                                                          | PSV                                          | 4 – 0 (3 – 0) | FC Eindhoven | Opstelling PSV | Opstelling FC Eindhoven |  |
| Stadion: Philips Stadion, Eindhoven Toeschouwers: 30.000 Sr.: Christiaan Bax | De Jong 3' 40' N'Toko 42' (e.d.) Locadia 65' |               |              | Pasveer, Poulsen (Ritzmaier '62), Bruma (Alberto '62), Isimat-Mirin (De Wijs '62), Brenet (Arias '62), Hendrix (Schaars '46), Maher (Vloet '46), Pröpper (Leemans '62), Lestienne (Pereiro '46), De Jong (Locadia '46), Narsingh (Bergwijn '62) | Swinkels (Kramer '60), De Wilde, N'Toko, Rossen (Van den Buijs '46), Gunst (Bourdouxhe '60), Horsten (Massop '72), Swinnen, Van den Broek (Koç '46), Van Hout, Boere (Dos Santos '78), Vandeputte (Vink '71) |  |
| Stadion: Philips Stadion, Eindhoven Toeschouwers: 30.000 Sr.: Christiaan Bax |                                              |               |              | Pasveer, Poulsen (Ritzmaier '62), Bruma (Alberto '62), Isimat-Mirin (De Wijs '62), Brenet (Arias '62), Hendrix (Schaars '46), Maher (Vloet '46), Pröpper (Leemans '62), Lestienne (Pereiro '46), De Jong (Locadia '46), Narsingh (Bergwijn '62) | Swinkels (Kramer '60), De Wilde, N'Toko, Rossen (Van den Buijs '46), Gunst (Bourdouxhe '60), Horsten (Massop '72), Swinnen, Van den Broek (Koç '46), Van Hout, Boere (Dos Santos '78), Vandeputte (Vink '71) |  |
| Stadion: Philips Stadion, Eindhoven Toeschouwers: 30.000 Sr.: Christiaan Bax |                                              |               |              | Pasveer, Poulsen (Ritzmaier '62), Bruma (Alberto '62), Isimat-Mirin (De Wijs '62), Brenet (Arias '62), Hendrix (Schaars '46), Maher (Vloet '46), Pröpper (Leemans '62), Lestienne (Pereiro '46), De Jong (Locadia '46), Narsingh (Bergwijn '62) | Swinkels (Kramer '60), De Wilde, N'Toko, Rossen (Van den Buijs '46), Gunst (Bourdouxhe '60), Horsten (Massop '72), Swinnen, Van den Broek (Koç '46), Van Hout, Boere (Dos Santos '78), Vandeputte (Vink '71) |  |
|                                                                              |                                              |               |              | | |  |

| 25 juli 2015, 19u30                              | Valencia CF | 1 – 0 (1 – 0) | PSV | Opstelling Valencia CF                                                                  | Opstelling PSV |  |
| Stadion: Estadio Luis Suñer Picó, Alzira, Spanje | Alcácer 2'  |               |     | Ryan, Vezo, Enzo, Mustafi, Barragán, Javi Fuego, Danilo, Parejo, Gayà, Rodrigo, Alcácer | Zoet (Pasveer '46), Arias (Brenet '64), Isimat-Mirin, Bruma (Alberto '82), Poulsen (De Wijs '87), Pröpper, Hendrix (Schaars '46), Maher (Vloet '82), Narsingh (Bergwijn '64), De Jong (Pereiro '64), Locadia |  |
| Stadion: Estadio Luis Suñer Picó, Alzira, Spanje |             |               |     | Ryan, Vezo, Enzo, Mustafi, Barragán, Javi Fuego, Danilo, Parejo, Gayà, Rodrigo, Alcácer | Zoet (Pasveer '46), Arias (Brenet '64), Isimat-Mirin, Bruma (Alberto '82), Poulsen (De Wijs '87), Pröpper, Hendrix (Schaars '46), Maher (Vloet '82), Narsingh (Bergwijn '64), De Jong (Pereiro '64), Locadia |  |
| Stadion: Estadio Luis Suñer Picó, Alzira, Spanje |             |               |     | Ryan, Vezo, Enzo, Mustafi, Barragán, Javi Fuego, Danilo, Parejo, Gayà, Rodrigo, Alcácer | Zoet (Pasveer '46), Arias (Brenet '64), Isimat-Mirin, Bruma (Alberto '82), Poulsen (De Wijs '87), Pröpper, Hendrix (Schaars '46), Maher (Vloet '82), Narsingh (Bergwijn '64), De Jong (Pereiro '64), Locadia |  |
|                                                  |             |               |     |                                                                                         | |  |

## Johan Cruijff Schaal
| 2 augustus 2015, 18u00                                               | FC Groningen | 0 – 3 (0 – 1) | PSV                                  | Opstelling FC Groningen | Opstelling PSV |  |
| Stadion: Amsterdam ArenA, Amsterdam Toeschouwers: 24.000 Bas Nijhuis |              |               | 25', 63' Luuk de Jong 50' Adam Maher | Padt, Tamata, Botteghin, Hateboer, Rusnák (Drost '62), De Leeuw, Lindgren , Tibbling (Bacuna '74), Hiariej, Linssen (Mahi '62), Antonia | Zoet, Bruma, Isimat-Mirin, Arias, Poulsen (Brenet '69), Maher (Pereiro '85), Pröpper, Hendrix, Locadia (Guardado '74 ), Narsingh, De Jong |  |
| Stadion: Amsterdam ArenA, Amsterdam Toeschouwers: 24.000 Bas Nijhuis |              |               |                                      | Padt, Tamata, Botteghin, Hateboer, Rusnák (Drost '62), De Leeuw, Lindgren , Tibbling (Bacuna '74), Hiariej, Linssen (Mahi '62), Antonia | Zoet, Bruma, Isimat-Mirin, Arias, Poulsen (Brenet '69), Maher (Pereiro '85), Pröpper, Hendrix, Locadia (Guardado '74 ), Narsingh, De Jong |  |
| Stadion: Amsterdam ArenA, Amsterdam Toeschouwers: 24.000 Bas Nijhuis |              |               |                                      | Padt, Tamata, Botteghin, Hateboer, Rusnák (Drost '62), De Leeuw, Lindgren , Tibbling (Bacuna '74), Hiariej, Linssen (Mahi '62), Antonia | Zoet, Bruma, Isimat-Mirin, Arias, Poulsen (Brenet '69), Maher (Pereiro '85), Pröpper, Hendrix, Locadia (Guardado '74 ), Narsingh, De Jong |  |
|                                                                      |              |               |                                      | | |  |

## Eredivisie

### Wedstrijden

#### Augustus
| 11 augustus 2015, 18u30                                                  | ADO Den Haag                   | 2-2 (1-1) | PSV                   | Opstelling ADO Den Haag | Opstelling PSV |  |
| Stadion: Kyocera Stadion, Den Haag Toeschouwers: 13.125 Richard Liesveld | Alberg (pen.) 25' Hansen 90+5' |           | 23' Maher 62' De Jong | Hansen, Malone, Wormgoor , Zuiverloon, Meijers , Kristensen , Alberg (Marengo '85), Bakker, Schaken , Korte (Kastaneer '61), Duplan (Gorré '76) | Zoet, Arias , Bruma, Isimat-Mirin, Brenet, Pröpper, Guardado, Maher (Hendrix '79), Narsingh, De Jong, Lestienne (Pereiro '80 (Locadia '90+2)) |  |
| Stadion: Kyocera Stadion, Den Haag Toeschouwers: 13.125 Richard Liesveld |                                |           |                       | Hansen, Malone, Wormgoor , Zuiverloon, Meijers , Kristensen , Alberg (Marengo '85), Bakker, Schaken , Korte (Kastaneer '61), Duplan (Gorré '76) | Zoet, Arias , Bruma, Isimat-Mirin, Brenet, Pröpper, Guardado, Maher (Hendrix '79), Narsingh, De Jong, Lestienne (Pereiro '80 (Locadia '90+2)) |  |
| Stadion: Kyocera Stadion, Den Haag Toeschouwers: 13.125 Richard Liesveld |                                |           |                       | Hansen, Malone, Wormgoor , Zuiverloon, Meijers , Kristensen , Alberg (Marengo '85), Bakker, Schaken , Korte (Kastaneer '61), Duplan (Gorré '76) | Zoet, Arias , Bruma, Isimat-Mirin, Brenet, Pröpper, Guardado, Maher (Hendrix '79), Narsingh, De Jong, Lestienne (Pereiro '80 (Locadia '90+2)) |  |
|                                                                          |                                |           |                       | | |  |

| 16 augustus 2015, 12u30                                                 | PSV              | 2-0 (1-0) | FC Groningen | Opstelling PSV                                                                                                  | Opstelling FC Groningen |  |
| Stadion: Philips Stadion, Eindhoven Toeschouwers: 32.000 Danny Makkelie | Narsingh 7', 76' |           |              | Zoet, Arias, Bruma, Isimat-Mirin, Brenet, Pröpper, Guardado , Maher, Narsingh (Pereiro '81), De Jong, Lestienne | Padt, Hateboer, Reijnen, Kappelhof , Burnet , Tibbling (Larsen '83), Rusnák (Mahi '70), Hiariej, Antonia (Drost '46), De Leeuw, Linssen |  |
| Stadion: Philips Stadion, Eindhoven Toeschouwers: 32.000 Danny Makkelie |                  |           |              | Zoet, Arias, Bruma, Isimat-Mirin, Brenet, Pröpper, Guardado , Maher, Narsingh (Pereiro '81), De Jong, Lestienne | Padt, Hateboer, Reijnen, Kappelhof , Burnet , Tibbling (Larsen '83), Rusnák (Mahi '70), Hiariej, Antonia (Drost '46), De Leeuw, Linssen |  |
| Stadion: Philips Stadion, Eindhoven Toeschouwers: 32.000 Danny Makkelie |                  |           |              | Zoet, Arias, Bruma, Isimat-Mirin, Brenet, Pröpper, Guardado , Maher, Narsingh (Pereiro '81), De Jong, Lestienne | Padt, Hateboer, Reijnen, Kappelhof , Burnet , Tibbling (Larsen '83), Rusnák (Mahi '70), Hiariej, Antonia (Drost '46), De Leeuw, Linssen |  |
|                                                                         |                  |           |              | | |  |

| 22 augustus 2015, 19u45                                                      | sc Heerenveen     | 1-1 (0-0) | PSV         | Opstelling sc Heerenveen | Opstelling PSV                                                                                                  |  |
| Stadion: Abe Lenstra Stadion, Heerenveen Toeschouwers: 24.625 Eric Braamhaar | Cavlan (pen.) 55' |           | 66' De Jong | Mulder, Van Anholt, St. Juste, Bijker, Cavlan, Van den Boomen (Otigba '71), Van den Berg, Thern (Marzo '87), Slagveer, Te Vrede (Veerman '11), Larsson | Zoet, Arias, Bruma, Isimat-Mirin, Brenet, Pröpper , Guardado, Maher, Narsingh, De Jong, Lestienne (Pereiro '74) |  |
| Stadion: Abe Lenstra Stadion, Heerenveen Toeschouwers: 24.625 Eric Braamhaar |                   |           |             | Mulder, Van Anholt, St. Juste, Bijker, Cavlan, Van den Boomen (Otigba '71), Van den Berg, Thern (Marzo '87), Slagveer, Te Vrede (Veerman '11), Larsson | Zoet, Arias, Bruma, Isimat-Mirin, Brenet, Pröpper , Guardado, Maher, Narsingh, De Jong, Lestienne (Pereiro '74) |  |
| Stadion: Abe Lenstra Stadion, Heerenveen Toeschouwers: 24.625 Eric Braamhaar |                   |           |             | Mulder, Van Anholt, St. Juste, Bijker, Cavlan, Van den Boomen (Otigba '71), Van den Berg, Thern (Marzo '87), Slagveer, Te Vrede (Veerman '11), Larsson | Zoet, Arias, Bruma, Isimat-Mirin, Brenet, Pröpper , Guardado, Maher, Narsingh, De Jong, Lestienne (Pereiro '74) |  |
|                                                                              |                   |           |             | | |  |

| 30 augustus 2015, 16u45                                                | PSV                                        | 3-1 (1-1) | Feyenoord      | Opstelling PSV | Opstelling Feyenoord |  |
| Stadion: Philips Stadion, Eindhoven Toeschouwers: 35.000 Björn Kuipers | Lestienne 37' Arias 50' Locadia (pen.) 81' |           | 4' Bruma(e.d.) | Zoet, Arias , Bruma, Isimat-Mirin, Brenet, Pröpper, Guardado, Maher (Hendrix '64 ), Narsingh (Locadia '77), De Jong, Lestienne (Pereiro '86) | Vermeer, Van Beek, Botteghin (Karsdorp '60), Van der Heijden, Kongolo, El Ahmadi , Immers (Elia '68 ), Vejinović, Başacıkoğlu, Kâzim-Richards (Kramer '82), Kuyt |  |
| Stadion: Philips Stadion, Eindhoven Toeschouwers: 35.000 Björn Kuipers |                                            |           |                | Zoet, Arias , Bruma, Isimat-Mirin, Brenet, Pröpper, Guardado, Maher (Hendrix '64 ), Narsingh (Locadia '77), De Jong, Lestienne (Pereiro '86) | Vermeer, Van Beek, Botteghin (Karsdorp '60), Van der Heijden, Kongolo, El Ahmadi , Immers (Elia '68 ), Vejinović, Başacıkoğlu, Kâzim-Richards (Kramer '82), Kuyt |  |
| Stadion: Philips Stadion, Eindhoven Toeschouwers: 35.000 Björn Kuipers |                                            |           |                | Zoet, Arias , Bruma, Isimat-Mirin, Brenet, Pröpper, Guardado, Maher (Hendrix '64 ), Narsingh (Locadia '77), De Jong, Lestienne (Pereiro '86) | Vermeer, Van Beek, Botteghin (Karsdorp '60), Van der Heijden, Kongolo, El Ahmadi , Immers (Elia '68 ), Vejinović, Başacıkoğlu, Kâzim-Richards (Kramer '82), Kuyt |  |
|                                                                        |                                            |           |                | | |  |

#### September
| 12 september 2015, 20u45                                           | SC Cambuur | 0-6 (0-3) | PSV                                                     | Opstelling SC Cambuur | Opstelling PSV |  |
| Stadion: Cambuurstadion, Leeuwarden Toeschouwers: 9.821 Kevin Blom |            |           | 9' (pen.) 12', 42' De Jong 56' Pröpper 74', 89' Locadia | Zeinstra, Anderson, Mac-Intosch, Van der Laan (Dammers '46 ), Andriuškevičius, Van de Streek , Overgoor, Mašek, F. Narsingh, Ogbeche (Bakker '14), Rosheuvel (Barto '71) | Zoet, Arias, Bruma, Moreno, Brenet, Pröpper, Hendrix, Guardado (Schaars '77), L. Narsingh (Pereiro '62), De Jong, Lestienne (Locadia '62) |  |
| Stadion: Cambuurstadion, Leeuwarden Toeschouwers: 9.821 Kevin Blom |            |           |                                                         | Zeinstra, Anderson, Mac-Intosch, Van der Laan (Dammers '46 ), Andriuškevičius, Van de Streek , Overgoor, Mašek, F. Narsingh, Ogbeche (Bakker '14), Rosheuvel (Barto '71) | Zoet, Arias, Bruma, Moreno, Brenet, Pröpper, Hendrix, Guardado (Schaars '77), L. Narsingh (Pereiro '62), De Jong, Lestienne (Locadia '62) |  |
| Stadion: Cambuurstadion, Leeuwarden Toeschouwers: 9.821 Kevin Blom |            |           |                                                         | Zeinstra, Anderson, Mac-Intosch, Van der Laan (Dammers '46 ), Andriuškevičius, Van de Streek , Overgoor, Mašek, F. Narsingh, Ogbeche (Bakker '14), Rosheuvel (Barto '71) | Zoet, Arias, Bruma, Moreno, Brenet, Pröpper, Hendrix, Guardado (Schaars '77), L. Narsingh (Pereiro '62), De Jong, Lestienne (Locadia '62) |  |
|                                                                    |            |           |                                                         | | |  |

| 19 september 2015, 19u45                                              | Heracles Almelo         | 2-1 (2-1) | PSV        | Opstelling Heracles Almelo | Opstelling PSV |  |
| Stadion: Polman Stadion, Almelo Toeschouwers: 12.034 Serdar Gözübüyük | Fledderus 39' Bruns 45' |           | 2' De Jong | Castro, Droste, Te Wierik, Zomer, Fledderus, Bruns, Pelupessy, Bel Hassani, Tannane (Van Ooijen '75), Weghorst (Gladon '85), Darri (Gosens '73) | Zoet, Arias, Bruma, Moreno, Brenet (Poulsen '80), Pröpper, Hendrix , Maher (Pereiro '74), Narsingh (Locadia '46), De Jong, Lestienne |  |
| Stadion: Polman Stadion, Almelo Toeschouwers: 12.034 Serdar Gözübüyük |                         |           |            | Castro, Droste, Te Wierik, Zomer, Fledderus, Bruns, Pelupessy, Bel Hassani, Tannane (Van Ooijen '75), Weghorst (Gladon '85), Darri (Gosens '73) | Zoet, Arias, Bruma, Moreno, Brenet (Poulsen '80), Pröpper, Hendrix , Maher (Pereiro '74), Narsingh (Locadia '46), De Jong, Lestienne |  |
| Stadion: Polman Stadion, Almelo Toeschouwers: 12.034 Serdar Gözübüyük |                         |           |            | Castro, Droste, Te Wierik, Zomer, Fledderus, Bruns, Pelupessy, Bel Hassani, Tannane (Van Ooijen '75), Weghorst (Gladon '85), Darri (Gosens '73) | Zoet, Arias, Bruma, Moreno, Brenet (Poulsen '80), Pröpper, Hendrix , Maher (Pereiro '74), Narsingh (Locadia '46), De Jong, Lestienne |  |
|                                                                       |                         |           |            | | |  |

| 26 september 2015, 20u45                                                | PSV                     | 2-1 (1-0) | NEC              | Opstelling PSV | Opstelling NEC |  |
| Stadion: Philips Stadion, Eindhoven Toeschouwers: 32.500 Danny Makkelie | De Jong 38' Locadia 76' |           | 63' Santos(pen.) | Zoet, Arias , Bruma, Moreno, Poulsen, Pröpper, Hendrix (Vloet '82), Schaars (Pereiro '72), Narsingh, De Jong (Lestienne '46), Locadia | Halldórsson, Kane, Van Eijden, Golla (Rayhi '80), Woudenberg , Bikel, Ritzmaier , Breinburg, Foor (Roman '89), Santos, Limbombe |  |
| Stadion: Philips Stadion, Eindhoven Toeschouwers: 32.500 Danny Makkelie |                         |           |                  | Zoet, Arias , Bruma, Moreno, Poulsen, Pröpper, Hendrix (Vloet '82), Schaars (Pereiro '72), Narsingh, De Jong (Lestienne '46), Locadia | Halldórsson, Kane, Van Eijden, Golla (Rayhi '80), Woudenberg , Bikel, Ritzmaier , Breinburg, Foor (Roman '89), Santos, Limbombe |  |
| Stadion: Philips Stadion, Eindhoven Toeschouwers: 32.500 Danny Makkelie |                         |           |                  | Zoet, Arias , Bruma, Moreno, Poulsen, Pröpper, Hendrix (Vloet '82), Schaars (Pereiro '72), Narsingh, De Jong (Lestienne '46), Locadia | Halldórsson, Kane, Van Eijden, Golla (Rayhi '80), Woudenberg , Bikel, Ritzmaier , Breinburg, Foor (Roman '89), Santos, Limbombe |  |
|                                                                         |                         |           |                  | | |  |

#### Oktober
| 4 oktober 2015, 14u30                                                | AFC Ajax   | 1-2 (1-1) | PSV             | Opstelling AFC Ajax | Opstelling PSV |  |
| Stadion: Amsterdam ArenA, Amsterdam Toeschouwers: 51.154 Bas Nijhuis | Younes 10' |           | 7', 79' Pereiro | Cillessen, Tete , Veltman , Riedewald, Dijks , Bazoer, Klaassen, Gudelj (Milik '74), El Ghazi (Schöne '81), Fischer, Younes (Serero '64) | Zoet, Arias, Bruma , Moreno, Brenet, Pröpper, Hendrix (Schaars '89), Guardado (Maher '72), Narsingh (Bergwijn '86), Locadia , Pereiro |  |
| Stadion: Amsterdam ArenA, Amsterdam Toeschouwers: 51.154 Bas Nijhuis |            |           |                 | Cillessen, Tete , Veltman , Riedewald, Dijks , Bazoer, Klaassen, Gudelj (Milik '74), El Ghazi (Schöne '81), Fischer, Younes (Serero '64) | Zoet, Arias, Bruma , Moreno, Brenet, Pröpper, Hendrix (Schaars '89), Guardado (Maher '72), Narsingh (Bergwijn '86), Locadia , Pereiro |  |
| Stadion: Amsterdam ArenA, Amsterdam Toeschouwers: 51.154 Bas Nijhuis |            |           |                 | Cillessen, Tete , Veltman , Riedewald, Dijks , Bazoer, Klaassen, Gudelj (Milik '74), El Ghazi (Schöne '81), Fischer, Younes (Serero '64) | Zoet, Arias, Bruma , Moreno, Brenet, Pröpper, Hendrix (Schaars '89), Guardado (Maher '72), Narsingh (Bergwijn '86), Locadia , Pereiro |  |
|                                                                      |            |           |                 | | |  |

| 17 oktober 2015, 20u45                                                   | PSV         | 1-1 (0-0) | Excelsior         | Opstelling PSV | Opstelling Excelsior |  |
| Stadion: Philips Stadion, Eindhoven Toeschouwers: 32.800 Jochem Kamphuis | Pröpper 62' |           | 90+2' Hasselbaink | Zoet, Arias, Bruma, Moreno, Brenet, Pröpper, Hendrix, Guardado (Schaars '90+1), Narsingh (Bergwijn '89), Locadia , Pereiro (De Jong '64) | Muyters, Karami, Fischer, Mattheij, Kuipers , Stans , Kruys (Vermeulen '86), Auassar, Kuwas, Van Weert, Van Mieghem (Hasselbaink '73 ) |  |
| Stadion: Philips Stadion, Eindhoven Toeschouwers: 32.800 Jochem Kamphuis |             |           |                   | Zoet, Arias, Bruma, Moreno, Brenet, Pröpper, Hendrix, Guardado (Schaars '90+1), Narsingh (Bergwijn '89), Locadia , Pereiro (De Jong '64) | Muyters, Karami, Fischer, Mattheij, Kuipers , Stans , Kruys (Vermeulen '86), Auassar, Kuwas, Van Weert, Van Mieghem (Hasselbaink '73 ) |  |
| Stadion: Philips Stadion, Eindhoven Toeschouwers: 32.800 Jochem Kamphuis |             |           |                   | Zoet, Arias, Bruma, Moreno, Brenet, Pröpper, Hendrix, Guardado (Schaars '90+1), Narsingh (Bergwijn '89), Locadia , Pereiro (De Jong '64) | Muyters, Karami, Fischer, Mattheij, Kuipers , Stans , Kruys (Vermeulen '86), Auassar, Kuwas, Van Weert, Van Mieghem (Hasselbaink '73 ) |  |
|                                                                          |             |           |                   | | |  |

| 24 oktober 2015, 19u45                                           | FC Twente  | 1-3 (0-0) | PSV                                 | Opstelling FC Twente | Opstelling PSV |  |
| Stadion: Grolsch Veste, Enschede Toeschouwers: 25.500 Kevin Blom | Ziyech 58' |           | 52' De Jong 84' Locadia 86' Pereiro | Drommel, Ter Avest, Uvini, Bijen, Van der Lely, Mokotjo, Ziyech, Gutiérrez , Hölscher (Tapia '72), Oosterwijk, Agyepong (Cabral '62) | Zoet, Arias, Bruma , Moreno, Brenet , Pröpper, Guardado, Maher (Hendrix '76), Narsingh (Pereiro '76), De Jong, Locadia |  |
| Stadion: Grolsch Veste, Enschede Toeschouwers: 25.500 Kevin Blom |            |           |                                     | Drommel, Ter Avest, Uvini, Bijen, Van der Lely, Mokotjo, Ziyech, Gutiérrez , Hölscher (Tapia '72), Oosterwijk, Agyepong (Cabral '62) | Zoet, Arias, Bruma , Moreno, Brenet , Pröpper, Guardado, Maher (Hendrix '76), Narsingh (Pereiro '76), De Jong, Locadia |  |
| Stadion: Grolsch Veste, Enschede Toeschouwers: 25.500 Kevin Blom |            |           |                                     | Drommel, Ter Avest, Uvini, Bijen, Van der Lely, Mokotjo, Ziyech, Gutiérrez , Hölscher (Tapia '72), Oosterwijk, Agyepong (Cabral '62) | Zoet, Arias, Bruma , Moreno, Brenet , Pröpper, Guardado, Maher (Hendrix '76), Narsingh (Pereiro '76), De Jong, Locadia |  |
|                                                                  |            |           |                                     | | |  |

| 31 oktober 2015, 20u45                                              | De Graafschap                       | 3-6 (1-3) | PSV                                                                    | Opstelling De Graafschap | Opstelling PSV |  |
| Stadion: De Vijverberg, Doetinchem Toeschouwers: 11.163 Bas Nijhuis | Driver 45' Bannink 50' Kabasele 64' |           | 3', 31' D. Pröpper 19' Guardado 67' De Jong 83' Narsingh 90+1' Pereiro | Jurjus, Will, Straalman, Van de Pavert, Tesselaar , Bannink, R. Pröpper (El Jebli '77), Smeets, Driver, Kabasele (Vermeij '70), Peters (Menting '79) | Zoet, Arias, Bruma, Moreno (De Wijs '89), Brenet, D. Pröpper, Hendrix, Guardado , Narsingh, De Jong , Locadia (Pereiro '84) |  |
| Stadion: De Vijverberg, Doetinchem Toeschouwers: 11.163 Bas Nijhuis |                                     |           |                                                                        | Jurjus, Will, Straalman, Van de Pavert, Tesselaar , Bannink, R. Pröpper (El Jebli '77), Smeets, Driver, Kabasele (Vermeij '70), Peters (Menting '79) | Zoet, Arias, Bruma, Moreno (De Wijs '89), Brenet, D. Pröpper, Hendrix, Guardado , Narsingh, De Jong , Locadia (Pereiro '84) |  |
| Stadion: De Vijverberg, Doetinchem Toeschouwers: 11.163 Bas Nijhuis |                                     |           |                                                                        | Jurjus, Will, Straalman, Van de Pavert, Tesselaar , Bannink, R. Pröpper (El Jebli '77), Smeets, Driver, Kabasele (Vermeij '70), Peters (Menting '79) | Zoet, Arias, Bruma, Moreno (De Wijs '89), Brenet, D. Pröpper, Hendrix, Guardado , Narsingh, De Jong , Locadia (Pereiro '84) |  |
|                                                                     |                                     |           |                                                                        | | |  |

#### November
| 8 november 2015, 12u30                                                 | PSV                             | 3-1 (1-0) | FC Utrecht    | Opstelling PSV | Opstelling FC Utrecht |  |
| Stadion: Philips Stadion, Eindhoven Toeschouwers: 34.100 Björn Kuipers | Moreno 2' Arias 58' De Jong 72' |           | 49' Ramselaar | Zoet, Arias , Bruma, Moreno, Brenet, Pröpper, Guardado, Maher (Hendrix '54), Narsingh (Pereiro '54), De Jong, Locadia | Ruiter, Klaiber (Leeuwin '88), Van der Maarel, Letschert, Conboy , Ramselaar, Strieder, Ayoub (Diemers '73), Joosten (Peterson '88), Haller, Barazite |  |
| Stadion: Philips Stadion, Eindhoven Toeschouwers: 34.100 Björn Kuipers |                                 |           |               | Zoet, Arias , Bruma, Moreno, Brenet, Pröpper, Guardado, Maher (Hendrix '54), Narsingh (Pereiro '54), De Jong, Locadia | Ruiter, Klaiber (Leeuwin '88), Van der Maarel, Letschert, Conboy , Ramselaar, Strieder, Ayoub (Diemers '73), Joosten (Peterson '88), Haller, Barazite |  |
| Stadion: Philips Stadion, Eindhoven Toeschouwers: 34.100 Björn Kuipers |                                 |           |               | Zoet, Arias , Bruma, Moreno, Brenet, Pröpper, Guardado, Maher (Hendrix '54), Narsingh (Pereiro '54), De Jong, Locadia | Ruiter, Klaiber (Leeuwin '88), Van der Maarel, Letschert, Conboy , Ramselaar, Strieder, Ayoub (Diemers '73), Joosten (Peterson '88), Haller, Barazite |  |
|                                                                        |                                 |           |               | | |  |

| 21 november 2015, 20u45                                                          | Willem II           | 2-2 (0-1) | PSV                     | Opstelling Willem II | Opstelling PSV |  |
| Stadion: Koning Willem II-stadion, Tilburg Toeschouwers: 14.112 Serdar Gözübüyük | Falkenburg 55', 62' |           | 11' Pereiro 73' De Jong | Lamprou, Van der Struijk, D. Wuytens, Peters, Joppen, Ojo, Falkenburg, S. Wuytens, Van der Velden (Braber '80), Živković (De Sa '90+1), Andersen | Zoet, Arias, Bruma , Isimat-Mirin, Brenet, D. Pröpper , Hendrix (Maher '66), Guardado, Pereiro , De Jong, Locadia (Narsingh '66) |  |
| Stadion: Koning Willem II-stadion, Tilburg Toeschouwers: 14.112 Serdar Gözübüyük |                     |           |                         | Lamprou, Van der Struijk, D. Wuytens, Peters, Joppen, Ojo, Falkenburg, S. Wuytens, Van der Velden (Braber '80), Živković (De Sa '90+1), Andersen | Zoet, Arias, Bruma , Isimat-Mirin, Brenet, D. Pröpper , Hendrix (Maher '66), Guardado, Pereiro , De Jong, Locadia (Narsingh '66) |  |
| Stadion: Koning Willem II-stadion, Tilburg Toeschouwers: 14.112 Serdar Gözübüyük |                     |           |                         | Lamprou, Van der Struijk, D. Wuytens, Peters, Joppen, Ojo, Falkenburg, S. Wuytens, Van der Velden (Braber '80), Živković (De Sa '90+1), Andersen | Zoet, Arias, Bruma , Isimat-Mirin, Brenet, D. Pröpper , Hendrix (Maher '66), Guardado, Pereiro , De Jong, Locadia (Narsingh '66) |  |
|                                                                                  |                     |           |                         | | |  |

| 29 november 2015, 16u45                                                   | PSV                                  | 3-0 (3-0) | AZ | Opstelling PSV | Opstelling AZ |  |
| Stadion: Philips Stadion, Eindhoven Toeschouwers: 33.000 Richard Liesveld | Luckassen (e.d.) 3' De Jong 15', 41' |           |    | Zoet, Arias, Bruma, Moreno, Brenet, Pröpper (Maher '70), Hendrix (Schaars '83), Guardado, Pereiro (Bergwijn '70 ), De Jong , Locadia | Coutinho, Johansson, Gouweleeuw, Luckassen , Brežančić, Van Overeem (Rienstra '46), Henriksen, Ortíz, Dos Santos (Hupperts '46), Janssen (Haye '72), El Hamdaoui |  |
| Stadion: Philips Stadion, Eindhoven Toeschouwers: 33.000 Richard Liesveld |                                      |           |    | Zoet, Arias, Bruma, Moreno, Brenet, Pröpper (Maher '70), Hendrix (Schaars '83), Guardado, Pereiro (Bergwijn '70 ), De Jong , Locadia | Coutinho, Johansson, Gouweleeuw, Luckassen , Brežančić, Van Overeem (Rienstra '46), Henriksen, Ortíz, Dos Santos (Hupperts '46), Janssen (Haye '72), El Hamdaoui |  |
| Stadion: Philips Stadion, Eindhoven Toeschouwers: 33.000 Richard Liesveld |                                      |           |    | Zoet, Arias, Bruma, Moreno, Brenet, Pröpper (Maher '70), Hendrix (Schaars '83), Guardado, Pereiro (Bergwijn '70 ), De Jong , Locadia | Coutinho, Johansson, Gouweleeuw, Luckassen , Brežančić, Van Overeem (Rienstra '46), Henriksen, Ortíz, Dos Santos (Hupperts '46), Janssen (Haye '72), El Hamdaoui |  |
|                                                                           |                                      |           |    | | |  |

#### December
| 5 december, 19u45                                          | Vitesse | 0-1 (0-0) | PSV         | Opstelling Vitesse | Opstelling PSV                                                                                           |  |
| Stadion: Gelredome, Arnhem Toeschouwers: 16.879 Kevin Blom |         |           | 90' Hendrix | Room, Diks, Van der Werff, Kruiswijk, Leerdam, Yeini, Qazaishvili (Baker '84), Nakamba, Ibarra (Brown '87), Solanke, Oliynyk (Rashica '75) | Zoet, Arias, Bruma, Moreno, Brenet, Hendrix, Pröpper, Guardado, Pereiro (Bergwijn '60), De Jong, Locadia |  |
| Stadion: Gelredome, Arnhem Toeschouwers: 16.879 Kevin Blom |         |           |             | Room, Diks, Van der Werff, Kruiswijk, Leerdam, Yeini, Qazaishvili (Baker '84), Nakamba, Ibarra (Brown '87), Solanke, Oliynyk (Rashica '75) | Zoet, Arias, Bruma, Moreno, Brenet, Hendrix, Pröpper, Guardado, Pereiro (Bergwijn '60), De Jong, Locadia |  |
| Stadion: Gelredome, Arnhem Toeschouwers: 16.879 Kevin Blom |         |           |             | Room, Diks, Van der Werff, Kruiswijk, Leerdam, Yeini, Qazaishvili (Baker '84), Nakamba, Ibarra (Brown '87), Solanke, Oliynyk (Rashica '75) | Zoet, Arias, Bruma, Moreno, Brenet, Hendrix, Pröpper, Guardado, Pereiro (Bergwijn '60), De Jong, Locadia |  |
|                                                            |         |           |             | | |  |

| 12 december 2015, 19u45                                                 | PSV         | 1-1 (0-0) | Roda JC           | Opstelling PSV | Opstelling Roda JC |  |
| Stadion: Philips Stadion, Eindhoven Toeschouwers: 33.700 Eric Braamhaar | Pröpper 74' |           | 51' Brenet (e.d.) | Zoet, Arias, Bruma, Moreno, Brenet (Isimat-Mirin '84), Pröpper, Hendrix (Maher '66), Guardado, Pereiro (Bergwijn '66), De Jong, Locadia | Van Leer, Dijkhuizen , Sankoh, Swinkels, Van Peppen , Rutjes, Griffiths, Van Hyfte, Faik (Van Son '88), Gyasi (Ngombo '69), Jurić (Boakye '77) |  |
| Stadion: Philips Stadion, Eindhoven Toeschouwers: 33.700 Eric Braamhaar |             |           |                   | Zoet, Arias, Bruma, Moreno, Brenet (Isimat-Mirin '84), Pröpper, Hendrix (Maher '66), Guardado, Pereiro (Bergwijn '66), De Jong, Locadia | Van Leer, Dijkhuizen , Sankoh, Swinkels, Van Peppen , Rutjes, Griffiths, Van Hyfte, Faik (Van Son '88), Gyasi (Ngombo '69), Jurić (Boakye '77) |  |
| Stadion: Philips Stadion, Eindhoven Toeschouwers: 33.700 Eric Braamhaar |             |           |                   | Zoet, Arias, Bruma, Moreno, Brenet (Isimat-Mirin '84), Pröpper, Hendrix (Maher '66), Guardado, Pereiro (Bergwijn '66), De Jong, Locadia | Van Leer, Dijkhuizen , Sankoh, Swinkels, Van Peppen , Rutjes, Griffiths, Van Hyfte, Faik (Van Son '88), Gyasi (Ngombo '69), Jurić (Boakye '77) |  |
|                                                                         |             |           |                   | | |  |

| 19 december 2015, 19u45                                                | PSV                            | 3-2 (2-2) | PEC Zwolle                        | Opstelling PSV | Opstelling PEC Zwolle |  |
| Stadion: Philips Stadion, Eindhoven Toeschouwers: 34.000 Dennis Higler | Pereiro 7', 15' L. de Jong 75' |           | 40' Van Polen (pen.) 43' Veldwijk | Zoet, Arias, Isimat-Mirin, Moreno , Brenet , Pröpper, Hendrix (Lestienne '73), Guardado, Pereiro (Schaars '89), L. de Jong, Locadia (Narsingh '60) | Begois (B. de Jong '33), Marcellis, Sainsbury , Bouy , Van Polen, Ehizibue , Brama, Hebling (Marinus '70), Menig, Veldwijk, Nijland |  |
| Stadion: Philips Stadion, Eindhoven Toeschouwers: 34.000 Dennis Higler |                                |           |                                   | Zoet, Arias, Isimat-Mirin, Moreno , Brenet , Pröpper, Hendrix (Lestienne '73), Guardado, Pereiro (Schaars '89), L. de Jong, Locadia (Narsingh '60) | Begois (B. de Jong '33), Marcellis, Sainsbury , Bouy , Van Polen, Ehizibue , Brama, Hebling (Marinus '70), Menig, Veldwijk, Nijland |  |
| Stadion: Philips Stadion, Eindhoven Toeschouwers: 34.000 Dennis Higler |                                |           |                                   | Zoet, Arias, Isimat-Mirin, Moreno , Brenet , Pröpper, Hendrix (Lestienne '73), Guardado, Pereiro (Schaars '89), L. de Jong, Locadia (Narsingh '60) | Begois (B. de Jong '33), Marcellis, Sainsbury , Bouy , Van Polen, Ehizibue , Brama, Hebling (Marinus '70), Menig, Veldwijk, Nijland |  |
|                                                                        |                                |           |                                   | | |  |

#### Januari
| 17 januari 2016, 14u30                                          | Feyenoord | 0-2 (0-0) | PSV                     | Opstelling Feyenoord | Opstelling PSV |  |
| Stadion: De Kuip, Rotterdam Toeschouwers: 47.500 Danny Makkelie |           |           | 49' Moreno 84' Narsingh | Vermeer, Karsdorp, Van Beek , Kongolo , Nelom, Vejinović (Immers '72), Gustafson (Achahbar '77), Vilhena, Kuyt, Kramer, Elia | Zoet, Arias , Bruma, Moreno, Brenet, Pröpper , Guardado, Hendrix (Schaars '89), Pereiro (Narsingh '60), De Jong, Locadia (Isimat-Mirin '80) |  |
| Stadion: De Kuip, Rotterdam Toeschouwers: 47.500 Danny Makkelie |           |           |                         | Vermeer, Karsdorp, Van Beek , Kongolo , Nelom, Vejinović (Immers '72), Gustafson (Achahbar '77), Vilhena, Kuyt, Kramer, Elia | Zoet, Arias , Bruma, Moreno, Brenet, Pröpper , Guardado, Hendrix (Schaars '89), Pereiro (Narsingh '60), De Jong, Locadia (Isimat-Mirin '80) |  |
| Stadion: De Kuip, Rotterdam Toeschouwers: 47.500 Danny Makkelie |           |           |                         | Vermeer, Karsdorp, Van Beek , Kongolo , Nelom, Vejinović (Immers '72), Gustafson (Achahbar '77), Vilhena, Kuyt, Kramer, Elia | Zoet, Arias , Bruma, Moreno, Brenet, Pröpper , Guardado, Hendrix (Schaars '89), Pereiro (Narsingh '60), De Jong, Locadia (Isimat-Mirin '80) |  |
|                                                                 |           |           |                         | | |  |

| 24 januari 2016, 14u30                                                  | PSV                                        | 4-2 (3-1) | FC Twente             | Opstelling PSV | Opstelling FC Twente |  |
| Stadion: Philips Stadion, Eindhoven Toeschouwers: 33.000 Pol van Boekel | Moreno 21', 23' Narsingh 37' Jozefzoon 79' |           | 8' Oosterwijk 69' Ede | Zoet, Brenet, Isimat-Mirin, Bruma, Moreno, Pröpper, Guardado, Hendrix (Willems '78), Narsingh (Jozefzoon '78), de Jong, Locadia (Pereiro '83) | Marsman, Ter Avest, Tapia, Uvini, Schilder, Mokotjo, Ziyech, Gutiérrez, Ede (Agyepong '80), Oosterwijk (El Azzouzi '88), Cabral |  |
| Stadion: Philips Stadion, Eindhoven Toeschouwers: 33.000 Pol van Boekel |                                            |           |                       | Zoet, Brenet, Isimat-Mirin, Bruma, Moreno, Pröpper, Guardado, Hendrix (Willems '78), Narsingh (Jozefzoon '78), de Jong, Locadia (Pereiro '83) | Marsman, Ter Avest, Tapia, Uvini, Schilder, Mokotjo, Ziyech, Gutiérrez, Ede (Agyepong '80), Oosterwijk (El Azzouzi '88), Cabral |  |
| Stadion: Philips Stadion, Eindhoven Toeschouwers: 33.000 Pol van Boekel |                                            |           |                       | Zoet, Brenet, Isimat-Mirin, Bruma, Moreno, Pröpper, Guardado, Hendrix (Willems '78), Narsingh (Jozefzoon '78), de Jong, Locadia (Pereiro '83) | Marsman, Ter Avest, Tapia, Uvini, Schilder, Mokotjo, Ziyech, Gutiérrez, Ede (Agyepong '80), Oosterwijk (El Azzouzi '88), Cabral |  |
|                                                                         |                                            |           |                       | | |  |

| 27 januari 2016, 20u45                                                 | Excelsior        | 1-3 (0-1) | PSV                                 | Opstelling Excelsior | Opstelling PSV |  |
| Stadion: Stadion Woudestein, Rotterdam Toeschouwers: 3.700 Bas Nijhuis | Bruma (e.d.) 90' |           | 8' De Jong 48' Hendrix 59' Narsingh | Kurto, Bovenberg, Fischer, Drost, Karami, Bruins (Van Mieghem '71), Stans, Kruys (Vermeulen '71), Kuwas, Van Weert, Auassar | Zoet, Arias, Bruma, Moreno, Brenet, Pröpper (Willems '81), Guardado, Hendrix, Narsingh (Jozefzoon '71), De Jong, Locadia (Maher '82) |  |
| Stadion: Stadion Woudestein, Rotterdam Toeschouwers: 3.700 Bas Nijhuis |                  |           |                                     | Kurto, Bovenberg, Fischer, Drost, Karami, Bruins (Van Mieghem '71), Stans, Kruys (Vermeulen '71), Kuwas, Van Weert, Auassar | Zoet, Arias, Bruma, Moreno, Brenet, Pröpper (Willems '81), Guardado, Hendrix, Narsingh (Jozefzoon '71), De Jong, Locadia (Maher '82) |  |
| Stadion: Stadion Woudestein, Rotterdam Toeschouwers: 3.700 Bas Nijhuis |                  |           |                                     | Kurto, Bovenberg, Fischer, Drost, Karami, Bruins (Van Mieghem '71), Stans, Kruys (Vermeulen '71), Kuwas, Van Weert, Auassar | Zoet, Arias, Bruma, Moreno, Brenet, Pröpper (Willems '81), Guardado, Hendrix, Narsingh (Jozefzoon '71), De Jong, Locadia (Maher '82) |  |
|                                                                        |                  |           |                                     | | |  |

| 30 januari 2016, 19u45                                                 | PSV                                                 | 4-2 (3-0) | De Graafschap                   | Opstelling PSV | Opstelling De Graafschap |  |
| Stadion: Philips Stadion, Eindhoven Toeschouwers: 32.500 Björn Kuipers | De Jong 17' D. Pröpper 31' Narsingh 44' Pereiro 84' |           | 68' Van de Pavert 80' Straalman | Zoet, Arias, Isimat-Mirin, Bruma, Moreno (Willems '62), D. Pröpper, Guardado (Schaars '82), Hendrix, Narsingh, de Jong, Locadia (Pereiro '62) | Jurjus, Straalman, R. Pröpper, Van de Pavert, Çiçek, Vida, Kaak (Diemers '71), Smeets (El Jebli '81), Driver , Peters (Kabasele '59), Vermij |  |
| Stadion: Philips Stadion, Eindhoven Toeschouwers: 32.500 Björn Kuipers |                                                     |           |                                 | Zoet, Arias, Isimat-Mirin, Bruma, Moreno (Willems '62), D. Pröpper, Guardado (Schaars '82), Hendrix, Narsingh, de Jong, Locadia (Pereiro '62) | Jurjus, Straalman, R. Pröpper, Van de Pavert, Çiçek, Vida, Kaak (Diemers '71), Smeets (El Jebli '81), Driver , Peters (Kabasele '59), Vermij |  |
| Stadion: Philips Stadion, Eindhoven Toeschouwers: 32.500 Björn Kuipers |                                                     |           |                                 | Zoet, Arias, Isimat-Mirin, Bruma, Moreno (Willems '62), D. Pröpper, Guardado (Schaars '82), Hendrix, Narsingh, de Jong, Locadia (Pereiro '62) | Jurjus, Straalman, R. Pröpper, Van de Pavert, Çiçek, Vida, Kaak (Diemers '71), Smeets (El Jebli '81), Driver , Peters (Kabasele '59), Vermij |  |
|                                                                        |                                                     |           |                                 | | |  |

#### Februari
| 7 februari 2016, 16u45                                                      | FC Utrecht | 0-2 (0-2) | PSV                      | Opstelling FC Utrecht | Opstelling PSV |  |
| Stadion: Stadion Galgenwaard, Utrecht Toeschouwers: 19.224 Serdar Gözübüyük |            |           | 15' Arias 21' Van Ginkel | Ruiter, Van der Maarel, Leeuwin, Letschert , Kum (Kallon '73), Ramselaar, Strieder, Barazite, Ayoub (Ludwig '61), Haller, Boymans | Zoet, Arias, Bruma (Willems '46), Isimat-Mirin, Moreno, Pröpper, Hendrix, van Ginkel, Pereiro (Narsingh '70), De Jong, Jozefzoon (Schaars '79) |  |
| Stadion: Stadion Galgenwaard, Utrecht Toeschouwers: 19.224 Serdar Gözübüyük |            |           |                          | Ruiter, Van der Maarel, Leeuwin, Letschert , Kum (Kallon '73), Ramselaar, Strieder, Barazite, Ayoub (Ludwig '61), Haller, Boymans | Zoet, Arias, Bruma (Willems '46), Isimat-Mirin, Moreno, Pröpper, Hendrix, van Ginkel, Pereiro (Narsingh '70), De Jong, Jozefzoon (Schaars '79) |  |
| Stadion: Stadion Galgenwaard, Utrecht Toeschouwers: 19.224 Serdar Gözübüyük |            |           |                          | Ruiter, Van der Maarel, Leeuwin, Letschert , Kum (Kallon '73), Ramselaar, Strieder, Barazite, Ayoub (Ludwig '61), Haller, Boymans | Zoet, Arias, Bruma (Willems '46), Isimat-Mirin, Moreno, Pröpper, Hendrix, van Ginkel, Pereiro (Narsingh '70), De Jong, Jozefzoon (Schaars '79) |  |
|                                                                             |            |           |                          | | |  |

| 14 februari 2016, 16u45                                       | NEC | 0-3 (0-1) | PSV                                    | Opstelling NEC | Opstelling PSV |  |
| Stadion: De Goffert, Nijmegen Toeschouwers: 12.353 Kevin Blom |     |           | 16' De Jong 67' Locadia 75' Van Ginkel | Jones, Kane , Đumić, van Eijden, Golla, Woudenberg, Bikel (Çelik '76), Ritzmaier (Lundholm '61), Foor, Sleegers (Roman '69), Limbombe | Zoet, Arias, Isimat-Mirin, Moreno, Willems (Bruma '79), Pröpper, Hendrix (Schaars '24), van Ginkel, Narsingh (Jozefzoon '83), De Jong, Locadia |  |
| Stadion: De Goffert, Nijmegen Toeschouwers: 12.353 Kevin Blom |     |           |                                        | Jones, Kane , Đumić, van Eijden, Golla, Woudenberg, Bikel (Çelik '76), Ritzmaier (Lundholm '61), Foor, Sleegers (Roman '69), Limbombe | Zoet, Arias, Isimat-Mirin, Moreno, Willems (Bruma '79), Pröpper, Hendrix (Schaars '24), van Ginkel, Narsingh (Jozefzoon '83), De Jong, Locadia |  |
| Stadion: De Goffert, Nijmegen Toeschouwers: 12.353 Kevin Blom |     |           |                                        | Jones, Kane , Đumić, van Eijden, Golla, Woudenberg, Bikel (Çelik '76), Ritzmaier (Lundholm '61), Foor, Sleegers (Roman '69), Limbombe | Zoet, Arias, Isimat-Mirin, Moreno, Willems (Bruma '79), Pröpper, Hendrix (Schaars '24), van Ginkel, Narsingh (Jozefzoon '83), De Jong, Locadia |  |
|                                                               |     |           |                                        | | |  |

| 20 februari 2016, 19u45                                                 | PSV                           | 2-0 (2-0) | Heracles Almelo | Opstelling PSV | Opstelling Heracles Almelo |  |
| Stadion: Philips Stadion, Eindhoven Toeschouwers: 33.400 Danny Makkelie | Pröpper 3' Pereiro (pen.) 45' |           |                 | Zoet, Arias, Bruma, Moreno, Willems (Brenet '82), Pröpper, Hendrix, Van Ginkel, Pereiro (Narsingh '71), de Jong, Locadia (Jozefzoon '88) | Castro, Droste (Gosens '39), Te Wierik, Zomer, Fledderus, Bruns, Pelupessy, Bel Hassani (Van Ooijen '79), Garcia, Weghorst, Darri (Navrátil '71) |  |
| Stadion: Philips Stadion, Eindhoven Toeschouwers: 33.400 Danny Makkelie |                               |           |                 | Zoet, Arias, Bruma, Moreno, Willems (Brenet '82), Pröpper, Hendrix, Van Ginkel, Pereiro (Narsingh '71), de Jong, Locadia (Jozefzoon '88) | Castro, Droste (Gosens '39), Te Wierik, Zomer, Fledderus, Bruns, Pelupessy, Bel Hassani (Van Ooijen '79), Garcia, Weghorst, Darri (Navrátil '71) |  |
| Stadion: Philips Stadion, Eindhoven Toeschouwers: 33.400 Danny Makkelie |                               |           |                 | Zoet, Arias, Bruma, Moreno, Willems (Brenet '82), Pröpper, Hendrix, Van Ginkel, Pereiro (Narsingh '71), de Jong, Locadia (Jozefzoon '88) | Castro, Droste (Gosens '39), Te Wierik, Zomer, Fledderus, Bruns, Pelupessy, Bel Hassani (Van Ooijen '79), Garcia, Weghorst, Darri (Navrátil '71) |  |
|                                                                         |                               |           |                 | | |  |

| 27 februari 2016, 19u45                                                | PSV                        | 2-0 (0-0) | ADO Den Haag | Opstelling PSV | Opstelling ADO Den Haag |  |
| Stadion: Philips Stadion, Eindhoven Toeschouwers: 33.500 Dennis Higler | Van Ginkel 72' De Jong 82' |           |              | Zoet, Arias , Bruma, Moreno, Willems (Brenet '70), Pröpper, Guardado, Van Ginkel, Pereiro (Lestienne '70), de Jong, Locadia (Isimat-Mirin '85) | Hansen, Malone , Wormgoor (Zuiverloon '75), Beugelsdijk, Ebuehi , Jansen, Derijck (Marengo '83), Bakker , Ebecilio (Schaken '64), Havenaar, Duplan |  |
| Stadion: Philips Stadion, Eindhoven Toeschouwers: 33.500 Dennis Higler |                            |           |              | Zoet, Arias , Bruma, Moreno, Willems (Brenet '70), Pröpper, Guardado, Van Ginkel, Pereiro (Lestienne '70), de Jong, Locadia (Isimat-Mirin '85) | Hansen, Malone , Wormgoor (Zuiverloon '75), Beugelsdijk, Ebuehi , Jansen, Derijck (Marengo '83), Bakker , Ebecilio (Schaken '64), Havenaar, Duplan |  |
| Stadion: Philips Stadion, Eindhoven Toeschouwers: 33.500 Dennis Higler |                            |           |              | Zoet, Arias , Bruma, Moreno, Willems (Brenet '70), Pröpper, Guardado, Van Ginkel, Pereiro (Lestienne '70), de Jong, Locadia (Isimat-Mirin '85) | Hansen, Malone , Wormgoor (Zuiverloon '75), Beugelsdijk, Ebuehi , Jansen, Derijck (Marengo '83), Bakker , Ebecilio (Schaken '64), Havenaar, Duplan |  |
|                                                                        |                            |           |              | | |  |

#### Maart
| 5 maart 2016, 19u45                                              | FC Groningen | 0-3 (0-1) | PSV                                | Opstelling FC Groningen | Opstelling PSV                                                                                                |  |
| Stadion: Euroborg, Groningen Toeschouwers: 21.983 Pol van Boekel |              |           | 7' Willems 51' Pröpper 88' Locadia | Padt, Hateboer, Reijnen, Lindgren , Burnet (Larsen '61), Bacuna, Tibbling, Maduro, Idrissi (Mahi '61), Sørloth, Linssen (Rusnák '76) | Zoet, Arias, Bruma, Moreno, Willems, Pröpper, Hendrix, van Ginkel, Narsingh (Lestienne '69), De Jong, Locadia |  |
| Stadion: Euroborg, Groningen Toeschouwers: 21.983 Pol van Boekel |              |           |                                    | Padt, Hateboer, Reijnen, Lindgren , Burnet (Larsen '61), Bacuna, Tibbling, Maduro, Idrissi (Mahi '61), Sørloth, Linssen (Rusnák '76) | Zoet, Arias, Bruma, Moreno, Willems, Pröpper, Hendrix, van Ginkel, Narsingh (Lestienne '69), De Jong, Locadia |  |
| Stadion: Euroborg, Groningen Toeschouwers: 21.983 Pol van Boekel |              |           |                                    | Padt, Hateboer, Reijnen, Lindgren , Burnet (Larsen '61), Bacuna, Tibbling, Maduro, Idrissi (Mahi '61), Sørloth, Linssen (Rusnák '76) | Zoet, Arias, Bruma, Moreno, Willems, Pröpper, Hendrix, van Ginkel, Narsingh (Lestienne '69), De Jong, Locadia |  |
|                                                                  |              |           |                                    | | |  |

| 12 maart 2016, 19u45                                                      | PSV         | 1-1 (0-0) | SC Heerenveen | Opstelling PSV | Opstelling SC Heerenveen |  |
| Stadion: Philips Stadion, Eindhoven Toeschouwers: 34.100 Richard Liesveld | De Jong 56' |           | 53' Te Vrede  | Zoet, Arias, Bruma , Moreno, Willems (Brenet '75), Pröpper, Guardado, Van Ginkel , Narsingh (Pereiro '69), de Jong, Locadia (Lestienne '63) | Mulder, Marzo , Otigba , Van Aken (Van den Boomen '46), Cavlan (Bijker '79), St. Juste, Larsson, Thorsby (Huizing '87), Slagveer, Te Vrede, Zeneli |  |
| Stadion: Philips Stadion, Eindhoven Toeschouwers: 34.100 Richard Liesveld |             |           |               | Zoet, Arias, Bruma , Moreno, Willems (Brenet '75), Pröpper, Guardado, Van Ginkel , Narsingh (Pereiro '69), de Jong, Locadia (Lestienne '63) | Mulder, Marzo , Otigba , Van Aken (Van den Boomen '46), Cavlan (Bijker '79), St. Juste, Larsson, Thorsby (Huizing '87), Slagveer, Te Vrede, Zeneli |  |
| Stadion: Philips Stadion, Eindhoven Toeschouwers: 34.100 Richard Liesveld |             |           |               | Zoet, Arias, Bruma , Moreno, Willems (Brenet '75), Pröpper, Guardado, Van Ginkel , Narsingh (Pereiro '69), de Jong, Locadia (Lestienne '63) | Mulder, Marzo , Otigba , Van Aken (Van den Boomen '46), Cavlan (Bijker '79), St. Juste, Larsson, Thorsby (Huizing '87), Slagveer, Te Vrede, Zeneli |  |
|                                                                           |             |           |               | | |  |

| 20 maart 2016, 16u45                                                   | PSV | 0-2 (0-1) | AFC Ajax              | Opstelling PSV | Opstelling AFC Ajax |  |
| Stadion: Philips Stadion, Eindhoven Toeschouwers: 35.000 Björn Kuipers |     |           | 2' Milik 76' El Ghazi | Zoet, Arias, Bruma, Moreno , Willems , Pröpper (Hendrix '80 ), Guardado (Pereiro '69), Van Ginkel, Narsingh, de Jong, Locadia (Lestienne '62) | Cillessen, Veltman , Van der Hoorn, Viergever, Dijks, Bazoer, Klaassen, Gudelj, Schöne (Fischer '74), Milik (Van Rhijn '80), Younes (El Ghazi '73) |  |
| Stadion: Philips Stadion, Eindhoven Toeschouwers: 35.000 Björn Kuipers |     |           |                       | Zoet, Arias, Bruma, Moreno , Willems , Pröpper (Hendrix '80 ), Guardado (Pereiro '69), Van Ginkel, Narsingh, de Jong, Locadia (Lestienne '62) | Cillessen, Veltman , Van der Hoorn, Viergever, Dijks, Bazoer, Klaassen, Gudelj, Schöne (Fischer '74), Milik (Van Rhijn '80), Younes (El Ghazi '73) |  |
| Stadion: Philips Stadion, Eindhoven Toeschouwers: 35.000 Björn Kuipers |     |           |                       | Zoet, Arias, Bruma, Moreno , Willems , Pröpper (Hendrix '80 ), Guardado (Pereiro '69), Van Ginkel, Narsingh, de Jong, Locadia (Lestienne '62) | Cillessen, Veltman , Van der Hoorn, Viergever, Dijks, Bazoer, Klaassen, Gudelj, Schöne (Fischer '74), Milik (Van Rhijn '80), Younes (El Ghazi '73) |  |
|                                                                        |     |           |                       | | |  |

#### April
| 2 april 2016, 19u45                                                  | AZ                              | 2-4 (0-2) | PSV                                          | Opstelling AZ | Opstelling PSV |  |
| Stadion: AFAS Stadion, Alkmaar Toeschouwers: 17.052 Serdar Gözübüyük | Van der Linden 81' Tanković 84' |           | 14' Pereiro 43', 64' Van Ginkel 60' Narsingh | Rochet, Hatzidiakos, Haye, Luckassen, Haps, Van Overeem (Mühren '87 ), Henriksen, Rienstra, Dos Santos (Van der Linden '69), Janssen, Garcia (Tanković '75) | Zoet, Arias, Bruma (Isimat-Mirin '69), Moreno, Brenet, Pröpper (Maher '80), Hendrix, van Ginkel, Narsingh (Jozefzoon '67), De Jong, Pereiro |  |
| Stadion: AFAS Stadion, Alkmaar Toeschouwers: 17.052 Serdar Gözübüyük |                                 |           |                                              | Rochet, Hatzidiakos, Haye, Luckassen, Haps, Van Overeem (Mühren '87 ), Henriksen, Rienstra, Dos Santos (Van der Linden '69), Janssen, Garcia (Tanković '75) | Zoet, Arias, Bruma (Isimat-Mirin '69), Moreno, Brenet, Pröpper (Maher '80), Hendrix, van Ginkel, Narsingh (Jozefzoon '67), De Jong, Pereiro |  |
| Stadion: AFAS Stadion, Alkmaar Toeschouwers: 17.052 Serdar Gözübüyük |                                 |           |                                              | Rochet, Hatzidiakos, Haye, Luckassen, Haps, Van Overeem (Mühren '87 ), Henriksen, Rienstra, Dos Santos (Van der Linden '69), Janssen, Garcia (Tanković '75) | Zoet, Arias, Bruma (Isimat-Mirin '69), Moreno, Brenet, Pröpper (Maher '80), Hendrix, van Ginkel, Narsingh (Jozefzoon '67), De Jong, Pereiro |  |
|                                                                      |                                 |           |                                              | | |  |

| 9 april 2016, 20u45                                                  | PSV                               | 2-0 (0-0) | Willem II | Opstelling PSV | Opstelling Willem II |  |
| Stadion: Philips Stadion, Eindhoven Toeschouwers: 34.500 Bas Nijhuis | Van Ginkel 68' De Jong (pen.) 79' |           |           | Zoet , Arias , Isimat-Mirin, Moreno , Willems, Pröpper, Hendrix, Van Ginkel, Narsingh (Jozefzoon '77), de Jong, Pereiro (Brenet '63) | Lamprou , Van der Struijk (Koppers '85), Wuytens, Peters, Joppen, Ojo , Falkenburg, Achenteh, Ondaan (Kawaya '78), Van der Velden, Andersen (Hupperts '66) |  |
| Stadion: Philips Stadion, Eindhoven Toeschouwers: 34.500 Bas Nijhuis |                                   |           |           | Zoet , Arias , Isimat-Mirin, Moreno , Willems, Pröpper, Hendrix, Van Ginkel, Narsingh (Jozefzoon '77), de Jong, Pereiro (Brenet '63) | Lamprou , Van der Struijk (Koppers '85), Wuytens, Peters, Joppen, Ojo , Falkenburg, Achenteh, Ondaan (Kawaya '78), Van der Velden, Andersen (Hupperts '66) |  |
| Stadion: Philips Stadion, Eindhoven Toeschouwers: 34.500 Bas Nijhuis |                                   |           |           | Zoet , Arias , Isimat-Mirin, Moreno , Willems, Pröpper, Hendrix, Van Ginkel, Narsingh (Jozefzoon '77), de Jong, Pereiro (Brenet '63) | Lamprou , Van der Struijk (Koppers '85), Wuytens, Peters, Joppen, Ojo , Falkenburg, Achenteh, Ondaan (Kawaya '78), Van der Velden, Andersen (Hupperts '66) |  |
|                                                                      |                                   |           |           | | |  |

| 16 april 2016, 20u45                                                        | Roda JC | 0-3 (0-1) | PSV                          | Opstelling Roda JC | Opstelling PSV |  |
| Stadion: Parkstad Limburg Stadion, Kerkrade Toeschouwers: 17.159 Kevin Blom |         |           | 10', 59' De Jong 81' Pröpper | Van Leer, Milec, Buijs, Swinkels, Van Peppen, Gullón, Van Hyfte, İnceman, Zhukov (Van Duinen '81), Jurić (Poepon '71), Peterson (Ngombo '63) | Zoet, Brenet, Isimat-Mirin, Moreno, Willems, Pröpper, Hendrix (Schaars '22), van Ginkel, Narsingh (Locadia '84), De Jong, Pereiro (Bruma '73) |  |
| Stadion: Parkstad Limburg Stadion, Kerkrade Toeschouwers: 17.159 Kevin Blom |         |           |                              | Van Leer, Milec, Buijs, Swinkels, Van Peppen, Gullón, Van Hyfte, İnceman, Zhukov (Van Duinen '81), Jurić (Poepon '71), Peterson (Ngombo '63) | Zoet, Brenet, Isimat-Mirin, Moreno, Willems, Pröpper, Hendrix (Schaars '22), van Ginkel, Narsingh (Locadia '84), De Jong, Pereiro (Bruma '73) |  |
| Stadion: Parkstad Limburg Stadion, Kerkrade Toeschouwers: 17.159 Kevin Blom |         |           |                              | Van Leer, Milec, Buijs, Swinkels, Van Peppen, Gullón, Van Hyfte, İnceman, Zhukov (Van Duinen '81), Jurić (Poepon '71), Peterson (Ngombo '63) | Zoet, Brenet, Isimat-Mirin, Moreno, Willems, Pröpper, Hendrix (Schaars '22), van Ginkel, Narsingh (Locadia '84), De Jong, Pereiro (Bruma '73) |  |
|                                                                             |         |           |                              | | |  |

| 19 april 2016, 20u45                                                 | PSV                            | 2-0 (1-0) | Vitesse | Opstelling PSV | Opstelling Vitesse |  |
| Stadion: Philips Stadion, Eindhoven Toeschouwers: 34.000 Pieter Vink | Pröpper 12' De Jong (pen.) 71' |           |         | Zoet, Arias, Bruma , Moreno, Willems (Brenet '72), Pröpper , Schaars (Isimat-Mirin '85), Van Ginkel, Narsingh, de Jong, Locadia (Lestienne '69) | Room, Diks , Kasjia, Van der Werff , Ota (Oude Kotte '90), Nakamba, Qazaishvili, Yeini (Baker '80), Rashica, Solanke, Oliynyk (Ibarra '57) |  |
| Stadion: Philips Stadion, Eindhoven Toeschouwers: 34.000 Pieter Vink |                                |           |         | Zoet, Arias, Bruma , Moreno, Willems (Brenet '72), Pröpper , Schaars (Isimat-Mirin '85), Van Ginkel, Narsingh, de Jong, Locadia (Lestienne '69) | Room, Diks , Kasjia, Van der Werff , Ota (Oude Kotte '90), Nakamba, Qazaishvili, Yeini (Baker '80), Rashica, Solanke, Oliynyk (Ibarra '57) |  |
| Stadion: Philips Stadion, Eindhoven Toeschouwers: 34.000 Pieter Vink |                                |           |         | Zoet, Arias, Bruma , Moreno, Willems (Brenet '72), Pröpper , Schaars (Isimat-Mirin '85), Van Ginkel, Narsingh, de Jong, Locadia (Lestienne '69) | Room, Diks , Kasjia, Van der Werff , Ota (Oude Kotte '90), Nakamba, Qazaishvili, Yeini (Baker '80), Rashica, Solanke, Oliynyk (Ibarra '57) |  |
|                                                                      |                                |           |         | | |  |

#### Mei
| 1 mei 2016, 14u30                                                      | PSV                                                                 | 6-2 (3-2) | SC Cambuur                | Opstelling PSV | Opstelling SC Cambuur |  |
| Stadion: Philips Stadion, Eindhoven Toeschouwers: 34.000 Björn Kuipers | van Ginkel 15', 90+2' De Jong 27' Pereiro 38' Maher 63' Willems 70' |           | 18' Mac-Intosch 43' Byrne | Zoet, Arias , Bruma, Moreno , Willems, Maher (Lestienne '68), Guardado, Van Ginkel, Narsingh (Jozefzoon '82), de Jong, Pereiro (Locadia '76) | Nienhuis, Peersman, Lachman , Mac-Intosch , Andriuškevičius , Bakker, Barto, Byrne (Hiariej '72), Monteiro , Van Veen (Van de Streek '35), Houtkoop (Overgoor '67) |  |
| Stadion: Philips Stadion, Eindhoven Toeschouwers: 34.000 Björn Kuipers |                                                                     |           |                           | Zoet, Arias , Bruma, Moreno , Willems, Maher (Lestienne '68), Guardado, Van Ginkel, Narsingh (Jozefzoon '82), de Jong, Pereiro (Locadia '76) | Nienhuis, Peersman, Lachman , Mac-Intosch , Andriuškevičius , Bakker, Barto, Byrne (Hiariej '72), Monteiro , Van Veen (Van de Streek '35), Houtkoop (Overgoor '67) |  |
| Stadion: Philips Stadion, Eindhoven Toeschouwers: 34.000 Björn Kuipers |                                                                     |           |                           | Zoet, Arias , Bruma, Moreno , Willems, Maher (Lestienne '68), Guardado, Van Ginkel, Narsingh (Jozefzoon '82), de Jong, Pereiro (Locadia '76) | Nienhuis, Peersman, Lachman , Mac-Intosch , Andriuškevičius , Bakker, Barto, Byrne (Hiariej '72), Monteiro , Van Veen (Van de Streek '35), Houtkoop (Overgoor '67) |  |
|                                                                        |                                                                     |           |                           | | |  |

| 8 mei 2016, 14u30                                                       | PEC Zwolle | 1-3 (0-2) | PSV                          | Opstelling PEC Zwolle | Opstelling PSV |  |
| Stadion: IJsseldeltastadion, Zwolle Toeschouwers: 12.500 Pol van Boekel | Bouy 66'   |           | 34' Locadia 43', 67' De Jong | Begois, Van Polen, Marcellis, Lam , Van Hintum, Dekker (El Hasnaoui '71 ), Bouy, Brama (Hebling '80), Becker, Veldwijk, Menig (Ehizibue '80) | Zoet, Arias , Bruma, Moreno, Willems (Brenet '69), Pröpper, Guardado, van Ginkel, Narsingh (Jozefzoon '75), De Jong, Locadia |  |
| Stadion: IJsseldeltastadion, Zwolle Toeschouwers: 12.500 Pol van Boekel |            |           |                              | Begois, Van Polen, Marcellis, Lam , Van Hintum, Dekker (El Hasnaoui '71 ), Bouy, Brama (Hebling '80), Becker, Veldwijk, Menig (Ehizibue '80) | Zoet, Arias , Bruma, Moreno, Willems (Brenet '69), Pröpper, Guardado, van Ginkel, Narsingh (Jozefzoon '75), De Jong, Locadia |  |
| Stadion: IJsseldeltastadion, Zwolle Toeschouwers: 12.500 Pol van Boekel |            |           |                              | Begois, Van Polen, Marcellis, Lam , Van Hintum, Dekker (El Hasnaoui '71 ), Bouy, Brama (Hebling '80), Becker, Veldwijk, Menig (Ehizibue '80) | Zoet, Arias , Bruma, Moreno, Willems (Brenet '69), Pröpper, Guardado, van Ginkel, Narsingh (Jozefzoon '75), De Jong, Locadia |  |
|                                                                         |            |           |                              | | |  |

### Ranglijst
|          |     | club             | gs | w  | g  | v  | pnt | dv | dt | ds  |
| -------- | --- | ---------------- | -- | -- | -- | -- | --- | -- | -- | --- |
| Gestegen | 1.  | PSV              | 34 | 26 | 6  | 2  | 84  | 88 | 32 | +56 |
| Gedaald  | 2.  | Ajax             | 34 | 25 | 7  | 2  | 82  | 81 | 21 | +60 |
| Stabiel  | 3.  | Feyenoord        | 34 | 19 | 6  | 9  | 63  | 62 | 40 | +22 |
| Stabiel  | 4.  | AZ               | 34 | 18 | 5  | 11 | 59  | 70 | 53 | +17 |
| Stabiel  | 5.  | FC Utrecht       | 34 | 15 | 8  | 11 | 53  | 57 | 48 | +9  |
| Stabiel  | 6.  | Heracles Almelo  | 34 | 14 | 9  | 11 | 51  | 47 | 49 | −2  |
| Gestegen | 7.  | FC Groningen     | 34 | 14 | 8  | 12 | 50  | 41 | 48 | −7  |
| Gedaald  | 8.  | PEC Zwolle       | 34 | 14 | 6  | 14 | 48  | 56 | 54 | +2  |
| Gestegen | 9.  | Vitesse          | 34 | 12 | 10 | 12 | 46  | 55 | 38 | +17 |
| Gedaald  | 10. | N.E.C.           | 34 | 13 | 7  | 14 | 46  | 37 | 42 | −5  |
| Stabiel  | 11. | ADO Den Haag     | 34 | 10 | 13 | 11 | 43  | 48 | 49 | −1  |
| Stabiel  | 12. | sc Heerenveen    | 34 | 11 | 9  | 14 | 42  | 46 | 61 | −15 |
| Stabiel  | 13. | FC Twente *      | 34 | 12 | 7  | 15 | 40  | 49 | 64 | −15 |
| Stabiel  | 14. | Roda JC Kerkrade | 34 | 8  | 10 | 16 | 34  | 34 | 55 | −21 |
| Stabiel  | 15. | Excelsior        | 34 | 7  | 9  | 18 | 30  | 34 | 60 | −26 |
| Stabiel  | 16. | Willem II        | 34 | 6  | 11 | 17 | 29  | 35 | 53 | −18 |
| Stabiel  | 17. | De Graafschap    | 34 | 5  | 8  | 21 | 23  | 39 | 66 | −27 |
| Stabiel  | 18. | SC Cambuur       | 34 | 3  | 9  | 22 | 18  | 33 | 79 | −46 |

- * FC Twente kreeg drie punten in mindering wegens het niet voldoen aan de eisen van de licentiecommissie van de KNVB.

### Legenda
| Kleur | Kwalificatie voor                                 |
| ----- | ------------------------------------------------- |
|       | Landskampioen, groepsfase Champions League        |
|       | Derde voorronde Champions League                  |
|       | Derde voorronde Europa League                     |
|       | Play-offs voor de derde voorronde Europa League   |
|       | KNVB beker winnaar, groepsfase Europa League      |
|       | Play-offs tegen degradatie naar de Eerste divisie |
|       | Degradatie naar de Eerste divisie                 |

## Champions League

#### Poule B
| # | Club              | Wedstrijden | Wedstrijden | Wedstrijden | Wedstrijden | Doelpunten | Doelpunten | Doelpunten | Punten |
| - | ----------------- | ----------- | ----------- | ----------- | ----------- | ---------- | ---------- | ---------- | ------ |
| # | Club              | Gespeeld    | Winst       | Gelijk      | Verlies     | Voor       | Tegen      | Saldo      | Punten |
| 1 | VfL Wolfsburg     | 6           | 4           | 0           | 2           | 9          | 6          | +3         | 12     |
| 2 | PSV Eindhoven     | 6           | 3           | 1           | 2           | 8          | 7          | +1         | 10     |
| 3 | Manchester United | 6           | 2           | 2           | 2           | 7          | 7          | 0          | 8      |
| 4 | CSKA Moskou       | 6           | 1           | 1           | 4           | 5          | 9          | −4         | 4      |

| 15 september 2015, 20u45                                                | PSV                       | 2-1 (1-1) | Manchester United | Opstelling PSV | Opstelling Manchester United |  |
| Stadion: Philips Stadion, Eindhoven Toeschouwers: 35.292 Nicola Rizzoli | Moreno 45+2' Narsingh 57' |           | 41' Depay         | Zoet, Arias , Bruma , Moreno , Brenet, Pröpper, Hendrix, Guardado (Schaars '72), Narsingh, De Jong, Lestienne (Locadia '86) | De Gea, Darmian, Smalling , Blind, Shaw (Rojo '24), Herrera (Fellaini '75), Mata, Schweinsteiger, Young (Valencia '86), Martial, Depay |  |
| Stadion: Philips Stadion, Eindhoven Toeschouwers: 35.292 Nicola Rizzoli |                           |           |                   | Zoet, Arias , Bruma , Moreno , Brenet, Pröpper, Hendrix, Guardado (Schaars '72), Narsingh, De Jong, Lestienne (Locadia '86) | De Gea, Darmian, Smalling , Blind, Shaw (Rojo '24), Herrera (Fellaini '75), Mata, Schweinsteiger, Young (Valencia '86), Martial, Depay |  |
| Stadion: Philips Stadion, Eindhoven Toeschouwers: 35.292 Nicola Rizzoli |                           |           |                   | Zoet, Arias , Bruma , Moreno , Brenet, Pröpper, Hendrix, Guardado (Schaars '72), Narsingh, De Jong, Lestienne (Locadia '86) | De Gea, Darmian, Smalling , Blind, Shaw (Rojo '24), Herrera (Fellaini '75), Mata, Schweinsteiger, Young (Valencia '86), Martial, Depay |  |
|                                                                         |                           |           |                   | | |  |

| 30 september 2015, 20u45                                        | CSKA Moskou                    | 3-2 (3-0) | PSV                | Opstelling CSKA Moskou | Opstelling PSV |  |
| Stadion: Arena Chimki, Chimki Toeschouwers: 16.152 Ruddy Buquet | Musa 7' Doumbia 21', 36'(pen.) |           | 60', 68' Lestienne | Akinfejev, Fernandes, Berezoetski, Ignasjevitsj, Sjtsjennikov , Tošić (Milanov '67), Natkho (Jerjomenko '67), Dzagojev, Wernbloom, Musa, Doumbia (Pantsjenko '90+3) | Zoet , Arias , Bruma, Moreno, Brenet (Poulsen '77), Pröpper, Hendrix, Maher (Vloet '89), Narsingh, Locadia , Lestienne (Pereiro '77) |  |
| Stadion: Arena Chimki, Chimki Toeschouwers: 16.152 Ruddy Buquet |                                |           |                    | Akinfejev, Fernandes, Berezoetski, Ignasjevitsj, Sjtsjennikov , Tošić (Milanov '67), Natkho (Jerjomenko '67), Dzagojev, Wernbloom, Musa, Doumbia (Pantsjenko '90+3) | Zoet , Arias , Bruma, Moreno, Brenet (Poulsen '77), Pröpper, Hendrix, Maher (Vloet '89), Narsingh, Locadia , Lestienne (Pereiro '77) |  |
| Stadion: Arena Chimki, Chimki Toeschouwers: 16.152 Ruddy Buquet |                                |           |                    | Akinfejev, Fernandes, Berezoetski, Ignasjevitsj, Sjtsjennikov , Tošić (Milanov '67), Natkho (Jerjomenko '67), Dzagojev, Wernbloom, Musa, Doumbia (Pantsjenko '90+3) | Zoet , Arias , Bruma, Moreno, Brenet (Poulsen '77), Pröpper, Hendrix, Maher (Vloet '89), Narsingh, Locadia , Lestienne (Pereiro '77) |  |
|                                                                 |                                |           |                    | | |  |

| 21 oktober 2015, 20u45                                                             | VfL Wolfsburg      | 2-0 (0-0) | PSV | Opstelling VfL Wolfsburg | Opstelling PSV |  |
| Stadion: Volkswagen Arena, Wolfsburg Toeschouwers: 23.375 Alberto Undiano Mallenco | Dost 46' Kruse 56' |           |     | Benaglio , Träsch, Naldo , Dante, Rodríguez, Caligiuri (Vieirinha '73), Guilavogui (Arnold '85), Kruse, Gustavo, Draxler (Schürrle '80), Dost | Zoet, Brenet, Bruma, Moreno, Poulsen (De Wijs '74), Pröpper, Hendrix (Locadia '73), Guardado, Narsingh, De Jong (Pereiro '81), Maher |  |
| Stadion: Volkswagen Arena, Wolfsburg Toeschouwers: 23.375 Alberto Undiano Mallenco |                    |           |     | Benaglio , Träsch, Naldo , Dante, Rodríguez, Caligiuri (Vieirinha '73), Guilavogui (Arnold '85), Kruse, Gustavo, Draxler (Schürrle '80), Dost | Zoet, Brenet, Bruma, Moreno, Poulsen (De Wijs '74), Pröpper, Hendrix (Locadia '73), Guardado, Narsingh, De Jong (Pereiro '81), Maher |  |
| Stadion: Volkswagen Arena, Wolfsburg Toeschouwers: 23.375 Alberto Undiano Mallenco |                    |           |     | Benaglio , Träsch, Naldo , Dante, Rodríguez, Caligiuri (Vieirinha '73), Guilavogui (Arnold '85), Kruse, Gustavo, Draxler (Schürrle '80), Dost | Zoet, Brenet, Bruma, Moreno, Poulsen (De Wijs '74), Pröpper, Hendrix (Locadia '73), Guardado, Narsingh, De Jong (Pereiro '81), Maher |  |
|                                                                                    |                    |           |     | | |  |

| 3 november 2015, 20u45                                                  | PSV                     | 2-0 (0-0) | VfL Wolfsburg | Opstelling PSV | Opstelling VfL Wolfsburg |  |
| Stadion: Philips Stadion, Eindhoven Toeschouwers: 35.000 Jonas Eriksson | Locadia 55' De Jong 86' |           |               | Zoet, Arias , Bruma, Moreno, Brenet, Pröpper, Guardado , Maher (Hendrix '74), Narsingh (Pereiro '83), De Jong , Locadia (Isimat-Mirin '75) | Benaglio, Jung, Naldo , Klose, Rodriguez, Caligiuri , Gustavo, Arnold , Guilavogui (Draxler '69), Schürrle (Vieirinha '65), Dost (Bendtner '69) |  |
| Stadion: Philips Stadion, Eindhoven Toeschouwers: 35.000 Jonas Eriksson |                         |           |               | Zoet, Arias , Bruma, Moreno, Brenet, Pröpper, Guardado , Maher (Hendrix '74), Narsingh (Pereiro '83), De Jong , Locadia (Isimat-Mirin '75) | Benaglio, Jung, Naldo , Klose, Rodriguez, Caligiuri , Gustavo, Arnold , Guilavogui (Draxler '69), Schürrle (Vieirinha '65), Dost (Bendtner '69) |  |
| Stadion: Philips Stadion, Eindhoven Toeschouwers: 35.000 Jonas Eriksson |                         |           |               | Zoet, Arias , Bruma, Moreno, Brenet, Pröpper, Guardado , Maher (Hendrix '74), Narsingh (Pereiro '83), De Jong , Locadia (Isimat-Mirin '75) | Benaglio, Jung, Naldo , Klose, Rodriguez, Caligiuri , Gustavo, Arnold , Guilavogui (Draxler '69), Schürrle (Vieirinha '65), Dost (Bendtner '69) |  |
|                                                                         |                         |           |               | | |  |

| 25 november 2015, 20u45                                               | Manchester United | 0-0 (0-0) | PSV | Opstelling Manchester United | Opstelling PSV |  |
| Stadion: Old Trafford, Manchester Toeschouwers: 75.321 Pavel Královec |                   |           |     | De Gea, Darmian (Mata '85), Smallin, Blind, Rojo, Smalling, Schneiderlin, Schweinsteiger (Fellaini '58), Lingard , Depay (Young '59), Martial | Zoet, Arias , Bruma, Moreno, Brenet, Guardado, Hendrix (Isimat-Mirin '60), Pröpper, Narsingh (Pereiro '18), De Jong , Locadia |  |
| Stadion: Old Trafford, Manchester Toeschouwers: 75.321 Pavel Královec |                   |           |     | De Gea, Darmian (Mata '85), Smallin, Blind, Rojo, Smalling, Schneiderlin, Schweinsteiger (Fellaini '58), Lingard , Depay (Young '59), Martial | Zoet, Arias , Bruma, Moreno, Brenet, Guardado, Hendrix (Isimat-Mirin '60), Pröpper, Narsingh (Pereiro '18), De Jong , Locadia |  |
| Stadion: Old Trafford, Manchester Toeschouwers: 75.321 Pavel Královec |                   |           |     | De Gea, Darmian (Mata '85), Smallin, Blind, Rojo, Smalling, Schneiderlin, Schweinsteiger (Fellaini '58), Lingard , Depay (Young '59), Martial | Zoet, Arias , Bruma, Moreno, Brenet, Guardado, Hendrix (Isimat-Mirin '60), Pröpper, Narsingh (Pereiro '18), De Jong , Locadia |  |
|                                                                       |                   |           |     | | |  |

| 8 december 2015, 20u45                                                   | PSV                     | 2-1 (0-0) | CSKA Moskou             | Opstelling PSV | Opstelling CSKA Moskou                                                                                       |  |
| Stadion: Philips Stadion, Eindhoven Toeschouwers: 35.119 David Fernández | De Jong 78' Pröpper 85' |           | 76' (pen.) Ignasjevitsj | Zoet, Brenet, Bruma , Isimat-Mirin, Moreno, Pröpper, Guardado , Hendrix, Pereiro (Bergwijn 85'), De Jong , Locadia | Akinfejev, Nababkin , Berezoetski, Ignasjevitsj, Cauna , Natkho, Wernbloom , Tošić, Musai, Dzagojev, Doumbia |  |
| Stadion: Philips Stadion, Eindhoven Toeschouwers: 35.119 David Fernández |                         |           |                         | Zoet, Brenet, Bruma , Isimat-Mirin, Moreno, Pröpper, Guardado , Hendrix, Pereiro (Bergwijn 85'), De Jong , Locadia | Akinfejev, Nababkin , Berezoetski, Ignasjevitsj, Cauna , Natkho, Wernbloom , Tošić, Musai, Dzagojev, Doumbia |  |
| Stadion: Philips Stadion, Eindhoven Toeschouwers: 35.119 David Fernández |                         |           |                         | Zoet, Brenet, Bruma , Isimat-Mirin, Moreno, Pröpper, Guardado , Hendrix, Pereiro (Bergwijn 85'), De Jong , Locadia | Akinfejev, Nababkin , Berezoetski, Ignasjevitsj, Cauna , Natkho, Wernbloom , Tošić, Musai, Dzagojev, Doumbia |  |
|                                                                          |                         |           |                         | | |  |

#### Achtste Finales
| 24 februari 2016, 20u45                                                 | PSV | 0-0 | Atlético Madrid | Opstelling PSV | Opstelling Atlético Madrid                                                                                         |  |
| Stadion: Philips Stadion, Eindhoven Toeschouwers: 34.948 Daniele Orsato |     |     |                 | Zoet, Arias, Bruma, Moreno, Willems, Pröpper, Guardado (Hendrix 75'), Van Ginkel, Narsingh (Isimat-Mirin 65'), Pereiro , Locadia (Lestienne 86') | Oblak, Juanfran, Savić , Godín, Filipe Luís, Óliver, Gabi, Saúl (Correa 74'), Koke, Griezmann, Vietto (Torres 61') |  |
| Stadion: Philips Stadion, Eindhoven Toeschouwers: 34.948 Daniele Orsato |     |     |                 | Zoet, Arias, Bruma, Moreno, Willems, Pröpper, Guardado (Hendrix 75'), Van Ginkel, Narsingh (Isimat-Mirin 65'), Pereiro , Locadia (Lestienne 86') | Oblak, Juanfran, Savić , Godín, Filipe Luís, Óliver, Gabi, Saúl (Correa 74'), Koke, Griezmann, Vietto (Torres 61') |  |
| Stadion: Philips Stadion, Eindhoven Toeschouwers: 34.948 Daniele Orsato |     |     |                 | Zoet, Arias, Bruma, Moreno, Willems, Pröpper, Guardado (Hendrix 75'), Van Ginkel, Narsingh (Isimat-Mirin 65'), Pereiro , Locadia (Lestienne 86') | Oblak, Juanfran, Savić , Godín, Filipe Luís, Óliver, Gabi, Saúl (Correa 74'), Koke, Griezmann, Vietto (Torres 61') |  |
|                                                                         |     |     |                 | | |  |

| 15 maart 2016, 20u45                                                            | Atlético Madrid                                                | 0-0 n.v. 8-7 pen. | PSV                                                               | Opstelling Atlético Madrid | Opstelling PSV |  |
| Stadion: Estadio Vicente Calderón, Madrid Toeschouwers: 50.135 Mark Clattenburg |                                                                |                   |                                                                   | Oblak, Juanfran, Giménez, Godín (Hernández '89), Filipe Luís, Koke, Gabi, Fernández (Torres 56'), Saúl, Griezmann, Carrasco (Kranevitter '75) | Zoet, Arias, Bruma, Isimat-Mirin, Moreno, Willems (Brenet '75), Pröpper, Guardado , Van Ginkel , De Jong (Narsingh '118), Locadia (Lestienne '87) |  |
| Stadion: Estadio Vicente Calderón, Madrid Toeschouwers: 50.135 Mark Clattenburg | Pen.-serie                                                     |                   |                                                                   | Oblak, Juanfran, Giménez, Godín (Hernández '89), Filipe Luís, Koke, Gabi, Fernández (Torres 56'), Saúl, Griezmann, Carrasco (Kranevitter '75) | Zoet, Arias, Bruma, Isimat-Mirin, Moreno, Willems (Brenet '75), Pröpper, Guardado , Van Ginkel , De Jong (Narsingh '118), Locadia (Lestienne '87) |  |
| Stadion: Estadio Vicente Calderón, Madrid Toeschouwers: 50.135 Mark Clattenburg | Griezmann Gabi Koke Ñíguez Torres Giménez Filipe Luís Juanfran |                   | Van Ginkel Guardado Pröpper Bruma Moreno Lestienne Arias Narsingh | Oblak, Juanfran, Giménez, Godín (Hernández '89), Filipe Luís, Koke, Gabi, Fernández (Torres 56'), Saúl, Griezmann, Carrasco (Kranevitter '75) | Zoet, Arias, Bruma, Isimat-Mirin, Moreno, Willems (Brenet '75), Pröpper, Guardado , Van Ginkel , De Jong (Narsingh '118), Locadia (Lestienne '87) |  |
|                                                                                 |                                                                |                   |                                                                   | | |  |

## KNVB Beker

#### Tweede Ronde
| 22 september 2015, 20u45                                               | PSV                                                | 3-2 (2-0) | SC Cambuur             | Opstelling PSV | Opstelling SC Cambuur |  |
| Stadion: Philips Stadion, Eindhoven Toeschouwers: 14.500 Dennis Higler | Locadia 16' Heerings (e.d.) 43' De Jong (pen.) 78' |           | 66' 69' (pen.) Ogbeche | Pasveer, Arias, Bruma, Moreno, Brenet, Maher (Vloet '87), Hendrix, Schaars, Locadia (Pereiro '53), De Jong, Lestienne (Narsingh '80) | Nienhuis, Pereira, Mac-Intosch , Heerings , Andriuškevičius (Peersman '57), Van de Streek, Overgoor, Byrne, Rosheuvel (Barto '54), Ogbeche, Houtkoop (Berisha '83 ) |  |
| Stadion: Philips Stadion, Eindhoven Toeschouwers: 14.500 Dennis Higler |                                                    |           |                        | Pasveer, Arias, Bruma, Moreno, Brenet, Maher (Vloet '87), Hendrix, Schaars, Locadia (Pereiro '53), De Jong, Lestienne (Narsingh '80) | Nienhuis, Pereira, Mac-Intosch , Heerings , Andriuškevičius (Peersman '57), Van de Streek, Overgoor, Byrne, Rosheuvel (Barto '54), Ogbeche, Houtkoop (Berisha '83 ) |  |
| Stadion: Philips Stadion, Eindhoven Toeschouwers: 14.500 Dennis Higler |                                                    |           |                        | Pasveer, Arias, Bruma, Moreno, Brenet, Maher (Vloet '87), Hendrix, Schaars, Locadia (Pereiro '53), De Jong, Lestienne (Narsingh '80) | Nienhuis, Pereira, Mac-Intosch , Heerings , Andriuškevičius (Peersman '57), Van de Streek, Overgoor, Byrne, Rosheuvel (Barto '54), Ogbeche, Houtkoop (Berisha '83 ) |  |
|                                                                        |                                                    |           |                        | | |  |

#### Derde Ronde
| 27 oktober 2015, 18u30                                                   | PSV                                                     | 6-0 (1-0) | SC Genemuiden | Opstelling PSV | Opstelling SC Genemuiden |  |
| Stadion: Philips Stadion, Eindhoven Toeschouwers: 31.000 Allard Lindhout | De Jong 8' Pereiro 61', 63', 86' Pröpper 65' Moreno 68' |           |               | Pasveer, Arias, Isimat-Mirin, Moreno, Brenet, Pröpper (Vloet '69), Hendrix, Schaars, Pereiro, De Jong (Bergwijn '69), Locadia (De Wijs '78) | Flier, Netjes, Artien, Van der Kooy, Rotman, Lip (C. Riemens '66), Tissingh, Jansen (Visscher '66), J. Riemens, Korf, Van der Kolk (Van der Velden '79) |  |
| Stadion: Philips Stadion, Eindhoven Toeschouwers: 31.000 Allard Lindhout |                                                         |           |               | Pasveer, Arias, Isimat-Mirin, Moreno, Brenet, Pröpper (Vloet '69), Hendrix, Schaars, Pereiro, De Jong (Bergwijn '69), Locadia (De Wijs '78) | Flier, Netjes, Artien, Van der Kooy, Rotman, Lip (C. Riemens '66), Tissingh, Jansen (Visscher '66), J. Riemens, Korf, Van der Kolk (Van der Velden '79) |  |
| Stadion: Philips Stadion, Eindhoven Toeschouwers: 31.000 Allard Lindhout |                                                         |           |               | Pasveer, Arias, Isimat-Mirin, Moreno, Brenet, Pröpper (Vloet '69), Hendrix, Schaars, Pereiro, De Jong (Bergwijn '69), Locadia (De Wijs '78) | Flier, Netjes, Artien, Van der Kooy, Rotman, Lip (C. Riemens '66), Tissingh, Jansen (Visscher '66), J. Riemens, Korf, Van der Kolk (Van der Velden '79) |  |
|                                                                          |                                                         |           |               | | |  |

#### Achtste Finale
| 16 december 2015, 20u45                                           | Heracles Almelo                   | 2-3 (1-1) | PSV                                  | Opstelling Heracles Almelo | Opstelling PSV |  |
| Stadion: Polman Stadion, Almelo Toeschouwers: 7.874 Björn Kuipers | Bel Hassani 18' Tanane (pen.) 50' |           | 36', 90+1' Locadia 69' Castro (e.d.) | Castro, Droste , Te Wierik, Zomer (Vujičević '37), Fledderus, Bruns (Van Ooijen '69), Pelupessy, Bel Hassani, Tannane , Weghorst , Gosens | Pasveer , Brenet, Isimat-Mirin , Bruma (Arias '55 ), Moreno, Maher, Guardado, Schaars (Jozefzoon '84), Bergwijn (Zoet '49), De Jong , Locadia |  |
| Stadion: Polman Stadion, Almelo Toeschouwers: 7.874 Björn Kuipers |                                   |           |                                      | Castro, Droste , Te Wierik, Zomer (Vujičević '37), Fledderus, Bruns (Van Ooijen '69), Pelupessy, Bel Hassani, Tannane , Weghorst , Gosens | Pasveer , Brenet, Isimat-Mirin , Bruma (Arias '55 ), Moreno, Maher, Guardado, Schaars (Jozefzoon '84), Bergwijn (Zoet '49), De Jong , Locadia |  |
| Stadion: Polman Stadion, Almelo Toeschouwers: 7.874 Björn Kuipers |                                   |           |                                      | Castro, Droste , Te Wierik, Zomer (Vujičević '37), Fledderus, Bruns (Van Ooijen '69), Pelupessy, Bel Hassani, Tannane , Weghorst , Gosens | Pasveer , Brenet, Isimat-Mirin , Bruma (Arias '55 ), Moreno, Maher, Guardado, Schaars (Jozefzoon '84), Bergwijn (Zoet '49), De Jong , Locadia |  |
|                                                                   |                                   |           |                                      | | |  |

#### Kwartfinale
| 4 februari 2016, 20u45                                                    | PSV                | 1-3 (0-2) | FC Utrecht                    | Opstelling PSV | Opstelling FC Utrecht |  |
| Stadion: Philips Stadion, Eindhoven Toeschouwers: 20.000 Richard Liesveld | Leeuwin (e.d.) 74' |           | 32', 58' Ramselaar 41' Haller | Pasveer, Brenet (Jozefzoon '78), Bruma, Moreno , Willems (Isimat-Mirin '64), Pröpper, Hendrix, van Ginkel (Pereiro '67), Narsingh, De Jong , Locadia | Ruiter, Van der Maarel, Leeuwin, Letschert, Kum, Ramselaar (Ludwig '76), Strieder, Ayoub, Joosten (Boymans '67), Barazite (Ligeon '82), Haller |  |
| Stadion: Philips Stadion, Eindhoven Toeschouwers: 20.000 Richard Liesveld |                    |           |                               | Pasveer, Brenet (Jozefzoon '78), Bruma, Moreno , Willems (Isimat-Mirin '64), Pröpper, Hendrix, van Ginkel (Pereiro '67), Narsingh, De Jong , Locadia | Ruiter, Van der Maarel, Leeuwin, Letschert, Kum, Ramselaar (Ludwig '76), Strieder, Ayoub, Joosten (Boymans '67), Barazite (Ligeon '82), Haller |  |
| Stadion: Philips Stadion, Eindhoven Toeschouwers: 20.000 Richard Liesveld |                    |           |                               | Pasveer, Brenet (Jozefzoon '78), Bruma, Moreno , Willems (Isimat-Mirin '64), Pröpper, Hendrix, van Ginkel (Pereiro '67), Narsingh, De Jong , Locadia | Ruiter, Van der Maarel, Leeuwin, Letschert, Kum, Ramselaar (Ludwig '76), Strieder, Ayoub, Joosten (Boymans '67), Barazite (Ligeon '82), Haller |  |
|                                                                           |                    |           |                               | | |  |

## Spelersstatistieken

### Topscorers
Nederlandse Eredivisie
| Nr.                           | Naam                          | Goal |
| ----------------------------- | ----------------------------- | ---- |
| 1.                            | Luuk de Jong                  | 26   |
| 2.                            | Gastón Pereiro                | 11   |
| 2.                            | Davy Pröpper                  | 10   |
| 4.                            | Luciano Narsingh              | 8    |
| 4.                            | Jürgen Locadia                | 8    |
| 4.                            | Marco van Ginkel              | 8    |
| 7.                            | Héctor Moreno                 | 4    |
| 8.                            | Santiago Arias                | 3    |
| 9.                            | Jorrit Hendrix                | 2    |
| 9.                            | Adam Maher                    | 2    |
| 9.                            | Jetro Willems                 | 2    |
| 12.                           | Andrés Guardado               | 1    |
| 12.                           | Florian Jozefzoon             | 1    |
| 12.                           | Maxime Lestienne              | 1    |
| Eigen doelpunten tegenstander | Eigen doelpunten tegenstander | 1    |
| Totaal                        | Totaal                        | 88   |

| Nr.    | Naam             | Goal |
| ------ | ---------------- | ---- |
| 1.     | Maxime Lestienne | 2    |
| 1.     | Luuk de Jong     | 2    |
| 3.     | Jürgen Locadia   | 1    |
| 3.     | Héctor Moreno    | 1    |
| 3.     | Luciano Narsingh | 1    |
| 3.     | Davy Pröpper     | 1    |
| Totaal | Totaal           | 8    |

| Nr.                           | Naam                          | Goal |
| ----------------------------- | ----------------------------- | ---- |
| 1.                            | Jürgen Locadia                | 3    |
| 1.                            | Gastón Pereiro                | 3    |
| 3.                            | Luuk de Jong                  | 2    |
| 4.                            | Héctor Moreno                 | 1    |
| 4.                            | Davy Pröpper                  | 1    |
| Eigen doelpunten tegenstander | Eigen doelpunten tegenstander | 3    |
| Totaal                        | Totaal                        | 13   |

### Assists
| Nederlandse Eredivisie \| Nr. \| Naam \| \| \| ------ \| ---------------- \| -- \| \| 1. \| Andrés Guardado \| 9 \| \| 1. \| Jürgen Locadia \| 9 \| \| 3. \| Luuk de Jong \| 7 \| \| 4. \| Maxime Lestienne \| 6 \| \| 5. \| Luciano Narsingh \| 5 \| \| 5. \| Davy Pröpper \| 5 \| \| 7. \| Gastón Pereiro \| 3 \| \| 7. \| Jetro Willems \| 3 \| \| 9. \| Santiago Arias \| 2 \| \| 9. \| Jorrit Hendrix \| 2 \| \| 9. \| Adam Maher \| 2 \| \| 12. \| Joshua Brenet \| 1 \| \| 12. \| Jeffrey Bruma \| 1 \| \| 12. \| Marco van Ginkel \| 1 \| \| Totaal \| Totaal \| 56 \| |                  |        |
| Nr. | Naam             | Assist |
| 1. | Andrés Guardado  | 9      |
| 1. | Jürgen Locadia   | 9      |
| 3. | Luuk de Jong     | 7      |
| 4. | Maxime Lestienne | 6      |
| 5. | Luciano Narsingh | 5      |
| 5. | Davy Pröpper     | 5      |
| 7. | Gastón Pereiro   | 3      |
| 7. | Jetro Willems    | 3      |
| 9. | Santiago Arias   | 2      |
| 9. | Jorrit Hendrix   | 2      |
| 9. | Adam Maher       | 2      |
| 12. | Joshua Brenet    | 1      |
| 12. | Jeffrey Bruma    | 1      |
| 12. | Marco van Ginkel | 1      |
| Totaal | Totaal           | 56     |

| UEFA Champions League \| Nr. \| Naam \| \| \| ------ \| ---------------- \| - \| \| 1. \| Maxime Lestienne \| 2 \| \| 1. \| Adam Maher \| 2 \| \| 3. \| Andrés Guardado \| 1 \| \| 3. \| Luuk de Jong \| 1 \| \| 3. \| Jorrit Hendrix \| 1 \| \| 3. \| Steven Bergwijn \| 1 \| \| Totaal \| Totaal \| 8 \| |                  |        |
| Nr. | Naam             | Assist |
| 1. | Maxime Lestienne | 2      |
| 1. | Adam Maher       | 2      |
| 3. | Andrés Guardado  | 1      |
| 3. | Luuk de Jong     | 1      |
| 3. | Jorrit Hendrix   | 1      |
| 3. | Steven Bergwijn  | 1      |
| Totaal | Totaal           | 8      |